# David IV (roi)
Vous lisez un « article de qualité » labellisé en 2010.
Pour les articles homonymes, voir David.
David IV, roi connu aussi sous le nom de David II et surnommé le Bâtisseur ou Reconstructeur (en géorgien : დავით აღმაშენებელი, « Davit' Aghmachenebeli » ; né en 1072 ou 1073 et mort à Tbilissi le 24 janvier 1125), est le cinquième roi de la Géorgie unifiée. Il règne de 1089 à sa mort, en 1125, et appartient à la dynastie des Bagrations. Il est fêté comme saint le 24 janvier par l'Église orthodoxe.
Arrivé sur le trône à la suite d'un changement de pouvoir imposé à son père, le faible Georges II, il parvient à restaurer le calme dans son pays en expulsant les colons dévastateurs turcs et en se libérant du joug musulman. Sur le plan intérieur, il reste célèbre pour une série de réformes qu'il entreprend avec succès, avec l'aide de son conseiller Georges de Tchqondidi, mais aussi pour avoir réduit à néant la puissance des grands nobles, jusque-là influents au sein de la cour royale. En politique étrangère, David le Reconstructeur est connu pour avoir conclu un accord avec les Qiptchaks et soumis les tribus de Ciscaucasie en 1118, tout en se déclarant indépendant de l'influence byzantine.
Commandant des troupes géorgiennes durant une série de campagnes militaires contre les occupants musulmans connues sous le nom de « croisade géorgienne », sa plus importante victoire reste la bataille de Didgori, en 1121, durant laquelle il mène une armée de croisés européens et géorgiens pour infliger aux Seldjoukides musulmans une importante défaite inaugurant l'« âge d'or » de l'histoire de la Géorgie. Roi chrétien, il est également reconnu comme saint par les Églises orthodoxe et catholique pour avoir développé la foi chrétienne dans son pays et promu d'autres travaux, dont la constitution d'une importante société académique. Enfin, David IV le Bâtisseur est le premier monarque à avoir unifié toutes les parties de la Géorgie, constituant un royaume s'étendant de la mer Noire à la mer Caspienne et du Grand Caucase au mont Ararat.

## Biographie

### Premières années et accession au trône
David Bagration est né entre 1072 et 1073. Fils unique du roi Georges II de Géorgie (r. 1072 - 1089) et de son épouse, la reine Elene, il est probablement éduqué par le religieux Georges de Tchqondidi, membre de la cour royale. Le futur roi grandit en temps de guerre et de désolation, en raison des ravages des Seldjoukides et des nombreuses défaites de son père contre ces envahisseurs. Face à une telle situation, une importante opposition voit le jour contre Georges II et entraîne un changement de pouvoir au profit du jeune David ; Georges de Tchkondidi aurait fait partie de ces opposants.
La Vie de David, roi des rois ne raconte pas les détails de la passation de pouvoir entre Georges II et son fils. Nodar Assatiani qualifie l'événement de « révolution de palais » impliquant plusieurs dignitaires, en 1089. D'autres historiens parlent plutôt d'une pression sur le roi géorgien en vue de son abdication au lieu d'un coup d'État. Le chroniqueur contemporain de David IV se limite à mentionner le changement de pouvoir comme un couronnement du jeune prince par son père, ce qui pousse certains kartvelologues comme Cyrille Toumanoff à suggérer un co-règne entre Georges II et David IV, au moins jusqu'en 1112, tandis que des fresques retrouvées dans l'église d'Ateni de Sion le représentent en habits de moine, ce qui signifierait que son abdication aurait été forcée. Marie-Félicité Brosset émet l'hypothèse au XIXe siècle d'une mort immédiate de Georges II après son renversement.

L'arrivée au pouvoir de David IV est accueillie par plusieurs factions du pays comme un signe libérateur du royaume de Géorgie, souffrant politiquement, économiquement, culturellement et même religieusement. Ainsi, des expressions tel qu'un couronnement venant de Dieu apparaissent dans les récits contemporains. Les Chroniques géorgiennes racontent : 
« Dès lors le zéphyr de la vie commença à souffler, les nuages réparateurs à étinceler sur nos têtes. Après 12 années, remplies de cette série de fléaux, le soleil de tous les royaumes surgit du sein des ombres éternelles, dans la personne d'un prince grand par son nom, plus grand encore que ses œuvres, l'homonyme de David, père du Seigneur, de qui il était le 78e descendant. »

### Les défis du nouveau roi
Devenu monarque à l'âge de 16 ans, le jeune David IV se trouve à la tête d'un royaume ayant perdu une grande partie de ses territoires initiaux de 1010. Le royaume de Géorgie, s'étendant au début du XIe siècle du Chirvan à la côte est de la mer Noire, se limite désormais à l'Abkhazie et au Karthli. Les ravages saisonniers causés par les raids des Turcs depuis les années 1080 constituent un danger économique pour le pays qui est contraint de se reconnaître vassal des Seldjoukides et de payer un tribut aux envahisseurs. À l'intérieur, les fondations de l'État géorgien, basées sur l'orthodoxie et le pouvoir central royal, sont sapées, conduisant un royaume supposé unifié au bord de la destruction. Plusieurs historiens comparent la tâche du jeune souverain à celle de David III d'Ibérie et Jean Marouchidze, les princes à l'origine de la première unification du pays.
David IV doit donc profiter de la situation internationale mais aussi de son influence et de sa force pour parvenir à restaurer la Géorgie de Bagrat III. Ainsi, les accomplissements de David le Reconstructeur peuvent être divisés en trois étapes : la réforme de l'État intérieur (1089-1103), la reconquête des territoires perdus (1107-1118) et l'assurance d'une sécurité extérieure (1120-1125).

#### La fin des ravages turcs

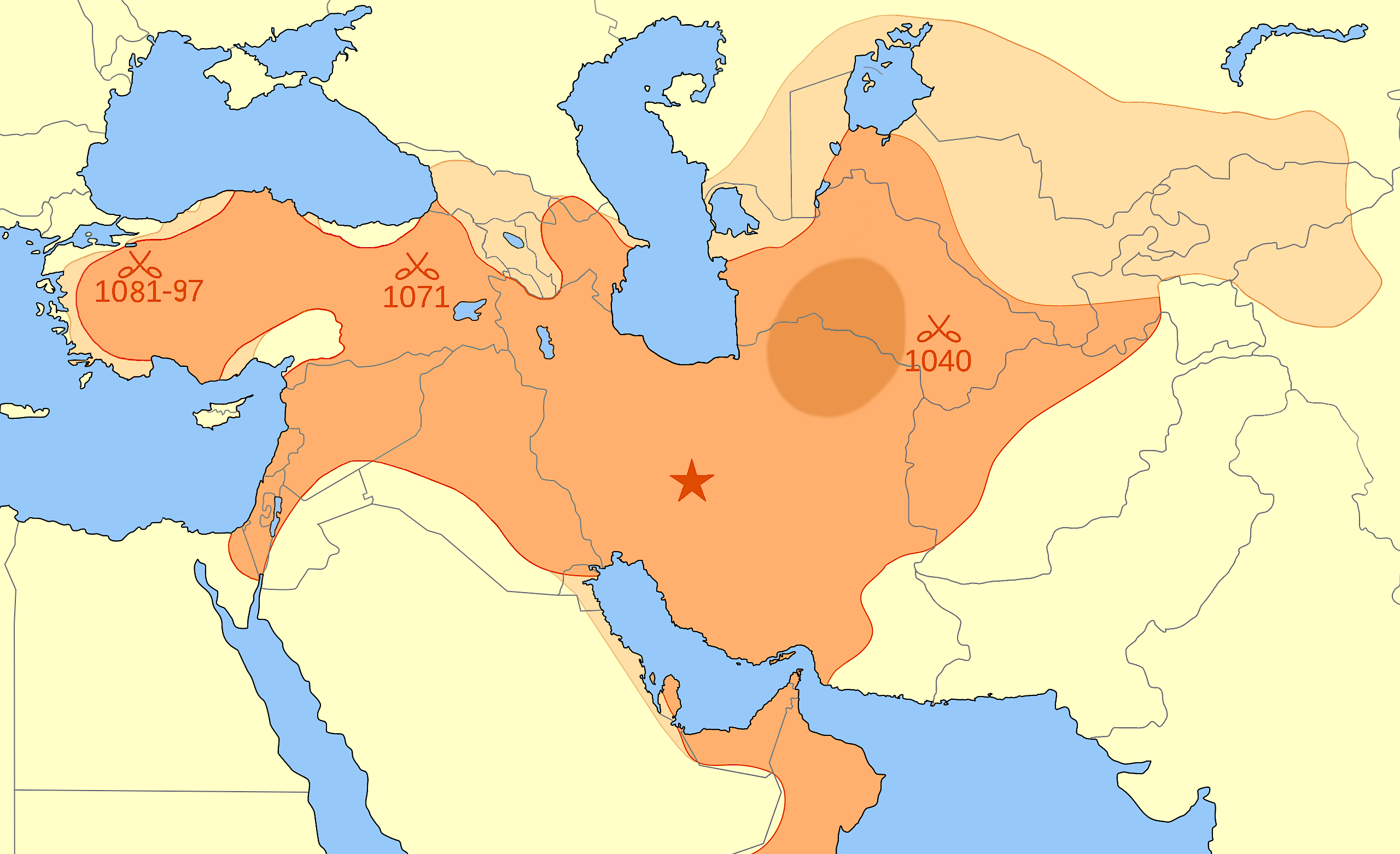
L'Empire seldjoukide jusqu'en 1092.

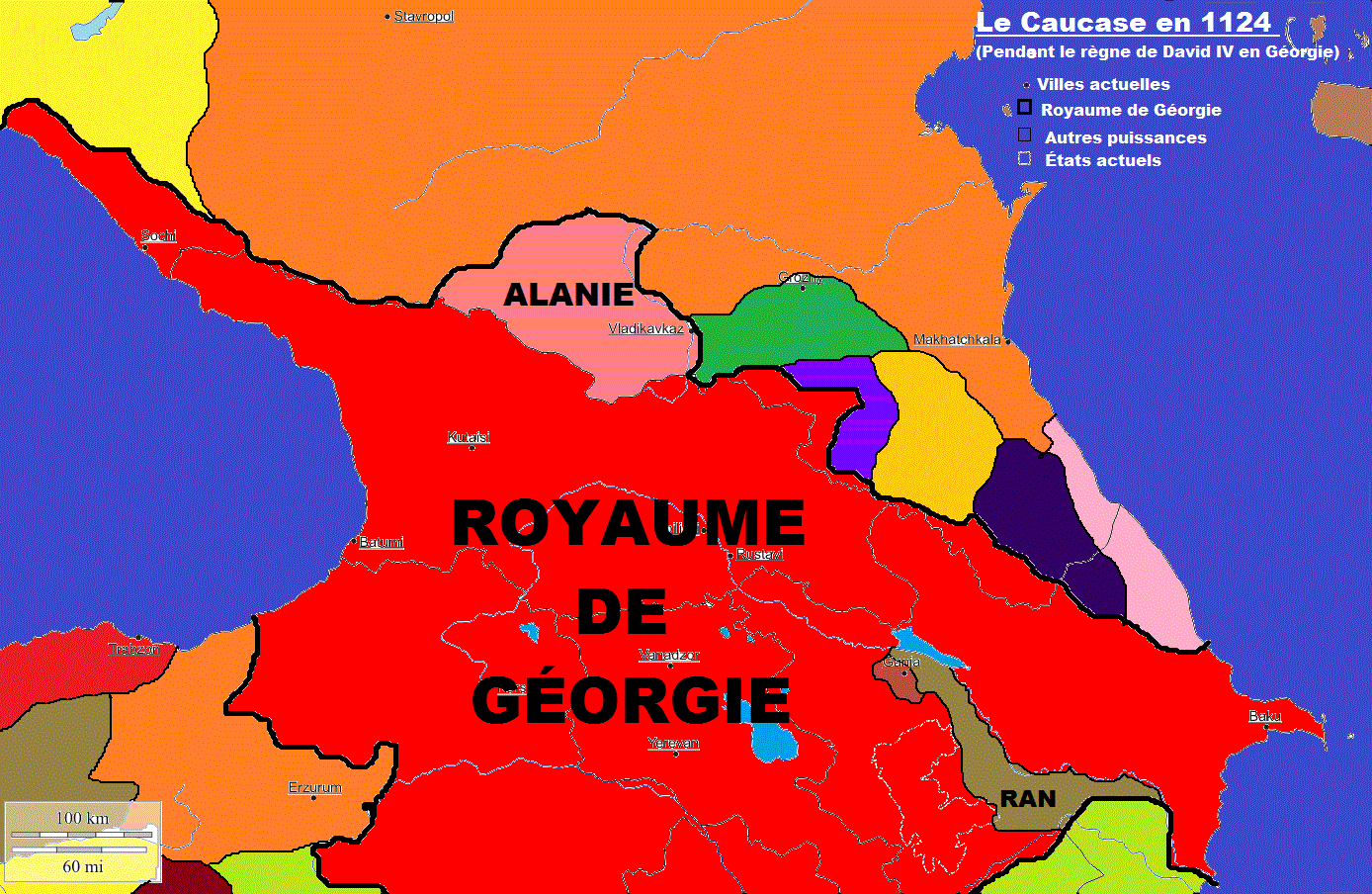
Royaume de Géorgie après l'expansion de David IV

La première étape entreprise par David IV pour rétablir l'économie géorgienne est la cessation des raids turcs en Géorgie. Depuis 1080 et la prise de Koutaïssi par l'émir Ahmed, le royaume de Géorgie était contraint d'accepter la suzeraineté seldjoukide et de payer un tribut annuel. Malgré ces mesures, les musulmans n'arrêtent cependant pas leurs dévastations saisonnières et plusieurs tribus nomades turques s'établissent en Géorgie aux dépens de la population géorgienne, causant l'effondrement du système féodal local. L'historiographie contemporaine rapporte qu'à l'avènement de David le Bâtisseur, la Géorgie intérieure n'avait plus de population rurale, les habitants étant tous réfugiés dans les citadelles locales.
Pour expulser les Turcomans hors de ses territoires, le roi David commence par réorganiser une armée dont le moral est au plus bas en raison de ses nombreuses défaites ; il forme alors plusieurs petits détachements militaires composés de la petite noblesse et de paysans venant des domaines royaux. Bientôt, des dizaines de tels détachements sont créés et une nouvelle stratégie, consistant en des attaques surprises sur les colonies musulmanes, est élaborée. En quelque temps, le monarque parvient non seulement à arrêter les incursions seldjoukides, mais attaque par la même occasion les nomades turcomans.
Un armistice est bientôt établi entre les Géorgiens et les Turcs. D'après les termes du traité, David IV s'engage à payer honnêtement le tribut établi sous le règne de son père en échange d'un arrêt total des raids seldjoukides. Cela n'arrête pas pour autant certains Turcs, dont les troupes sont massacrées par les unités géorgiennes, tandis que les Turcomans établis dans les campagnes sont progressivement renvoyés du pays, permettant aux Géorgiens de retourner dans leurs villages. Petit à petit, les conditions de la vie sociale des locaux s'améliorent, faisant revivre l'économie nationale et augmenter la population.

#### Une noblesse mise au pas

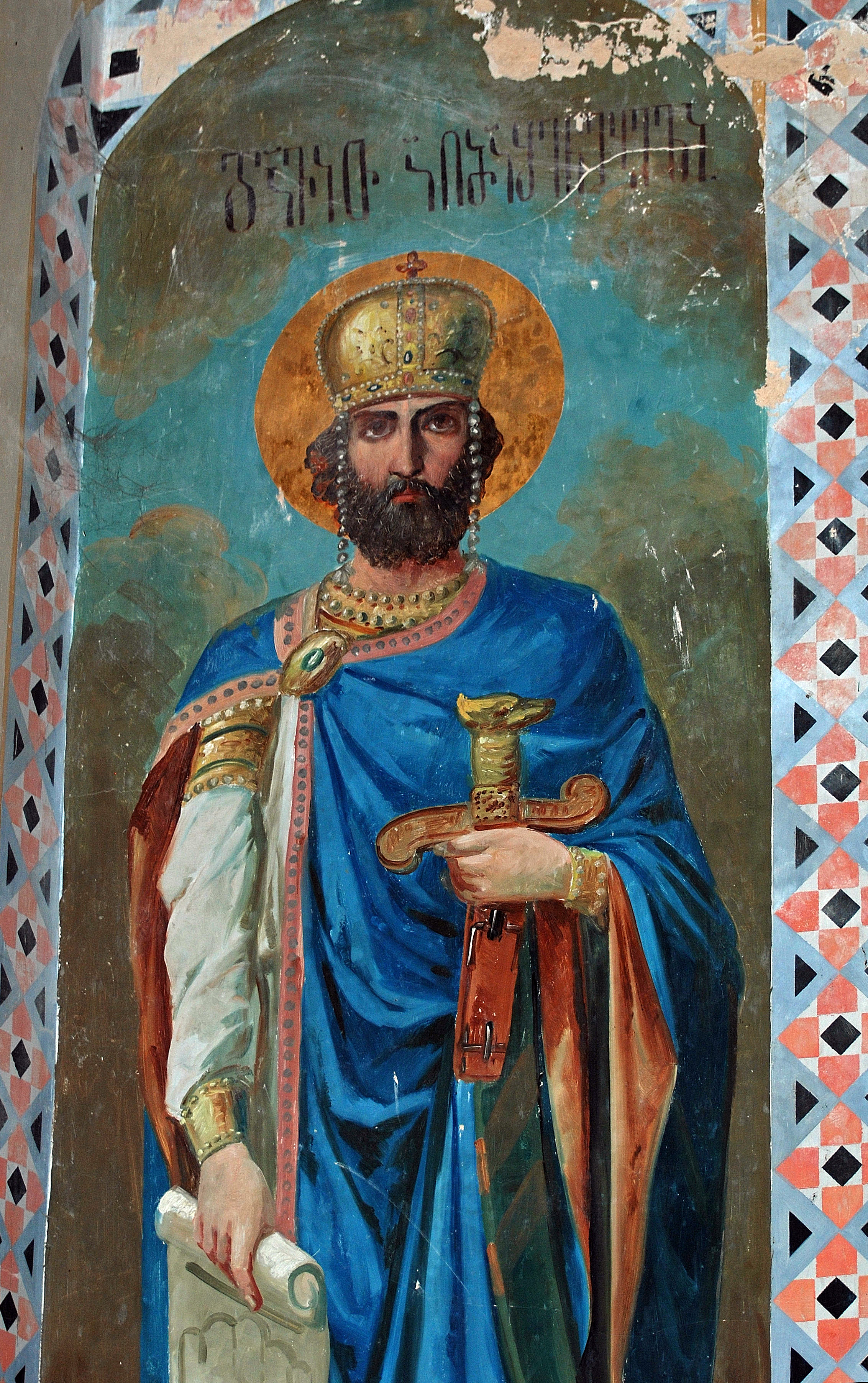
Fresque du monastère de Chio-Mvghime (Karthli) représentant David IV le Reconstructeur.

Après avoir mis fin aux incursions turques et rétabli le traditionnel système féodal, David IV décide de renforcer le pouvoir central avant de se lancer dans des projets plus importants. En effet, juste après le rétablissement de l'économie géorgienne, une grande partie de la noblesse, dont l'eristavi Liparit IV de Kldekari et le prince Niania Cakhaberisdze, ont fait allégeance au roi. Cet acte représente alors un changement remarquable face aux réactions de la société nobiliaire vis-à-vis des précédents rois, mais reste éphémère.
En 1093, Liparit IV Orbeliani (ou son fils Jean selon certaines sources), possiblement converti à l'islam, organise un complot contre David. Celui-ci en est informé et réagit en emprisonnant l'eristavi pour en faire un « homme sage », d'après les Chroniques géorgiennes. Deux ans plus tard, il est libéré sous gage de fidélité et est réinstallé dans ses domaines de Trialeti et Kldekari. Toutefois, le noble n'abandonne pas ses plans contre son suzerain et recommence à comploter contre Koutaïssi. Ayant une nouvelle fois appris un tel événement, David IV décide d'agir plus utilement et l'emprisonne à nouveau jusqu'en 1098, avant de l'exiler définitivement à Constantinople. Le fils de Liparit, Rat IV, « homme déloyal et vrai fils de vipère », meurt en 1101, mettant ainsi fin à une branche insoumise de la maison de Baghvachi depuis le roi Bagrat III et permettant au monarque d'agrandir ses domaines.
Liparit n'est pas l'unique grand noble ayant subi les conséquences des projets du roi. Plusieurs autres, notamment Dzagan Abouletisdze, sont sévèrement punis de la même manière après des rébellions, et leurs domaines ajoutés aux États royaux. Ainsi, David prend d'importantes initiatives pour renforcer son pouvoir. Il limoge également les dignitaires choisis par ses prédécesseurs en raison de leurs titres et les remplace par de fidèles conseillers issus généralement de la petite noblesse.

#### Le retour de la Kakhétie
Après avoir réduit la puissance des grands du royaume, le roi David IV décide de compléter l'unité nationale. Pour accomplir cette tâche, il doit parvenir à réunifier la Géorgie occidentale avec le reste du pays. En effet, le royaume uni de Kakhétie-Héréthie avait déclaré son indépendance sous le règne de Georges Ier (r. 1014-1027), privant ainsi la Géorgie d'une importante partie de ses territoires. Comprenant que seule la guerre pouvait alors l'aider dans son projet, le roi lance une courte attaque contre le roi Kviriké IV (r. 1084-1102) et parvient à prendre la forteresse de Zedazadeni, au nord de Mtskheta, en 1101.
Kviriké IV meurt un an plus tard et est remplacé sur le trône par son neveu Aghsartan II, qui aurait été « tout l'opposé de son oncle paternel ». Converti à l'islam, il se déclare vassal des Seldjoukides pour éviter une nouvelle attaque géorgienne. Toutefois, il ne peut pas prévoir le mécontentement de la noblesse de son propre pays, celle-ci n'étant guère satisfaite par le changement de religion de leur souverain. En 1104, un complot dirigé par les grands d'Héréthie Arichiani, Baram et leur oncle Kavtar Baramisdze, détrône Aghsartan II et le livre à David IV, qui n'a alors pas besoin de recourir aux armes, chaque citadelle et forteresse kakhs capitulant à l'approche des forces géorgiennes. Une fois les deux nouvelles provinces intégrées au royaume, le roi nomme le grand Arichiani gouverneur de la région.

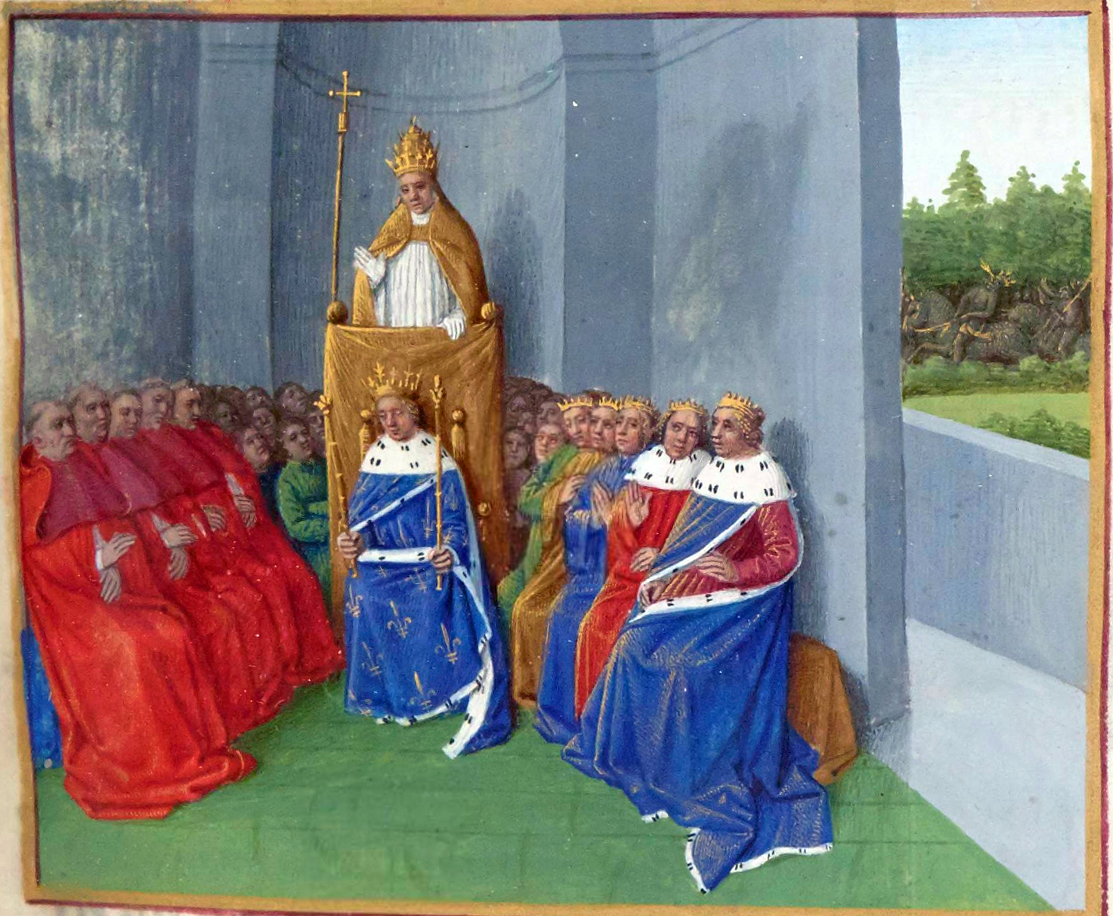
La déclaration des Croisades contre les Seldjoukides donne à David IV une occasion de se libérer de la domination turque.

Les Seldjoukides, qui considèrent toujours la Kakhétie-Héréthie comme leur vassal, ne se résignent pas devant une nouvelle défaite face aux Géorgiens. La mort du sultan Malik Shah Ier (1092) et l'appel à la Croisade du Pape contre les Turcs (1095) avaient déjà permis à David IV de remettre en cause la vassalité musulmane par la cessation du paiement du tribut annuel instauré en 1080. Ainsi, le sultan de Gandja déclare la guerre à la Géorgie et livre une bataille décisive à Ertsoukhi. L'armée turco-kakh est anéantie par les troupes géorgiennes, dirigées personnellement par le roi chrétien, dont les exploits sont racontés dans les Chroniques géorgiennes. Son chroniqueur compare de cette façon la bravoure de David de Géorgie au David biblique et rapporte la férocité de ses coups. Trois de ses chevaux sont morts durant la bataille, mais le monarque, installé sur sa quatrième monture, parvient à faire couler par son glaive « une masse de sang épaissie et figée ». Cette victoire, qui porte les frontières orientales du royaume de Géorgie au même stade qu'en 1010, est probablement la première du règne de David IV le Reconstructeur sur la scène internationale et inaugure une phase des relations géorgiano-musulmanes connue sous le nom de « croisade géorgienne ».

#### Réformes intérieures
Après avoir rétabli l'unité du royaume de Géorgie, David IV recommence à réformer l'État intérieur. Dans ce but, il convoque en 1105 (ou 1103) un concile du Catholicossat-Patriarcat de toute la Géorgie dans les cathédrales de Rouissi et Ourbnissi. En effet, depuis des décennies de dévastations et de guerre, l'Église orthodoxe avait perdu ses valeurs traditionnelles et souffrait de nombreux maux comme la corruption ou la transmission héréditaire de hautes fonctions religieuses. Inspirés par les idées du moine du XIe siècle Georges l'Athonite, le roi et son conseiller Georges de Tchkondidi s'alignent sur les demandes de la majorité de ses sujets pour vaincre la partie réactionnaire de la classe ecclésiastique et remplacer les sujets malhonnêtes par des prêtres vertueux . Le concile de Rouis-Ourbnissi, dirigé seulement indirectement par David IV qui, en tant que souverain laïc, ne peut prendre part dans les affaires intérieures de l'Église, adopte des résolutions reflétant la volonté du parti pieux . Cet acte est considéré comme un évènement majeur de l'histoire géorgienne. En effet, non seulement le concile a privé la noblesse luttant contre le pouvoir central d'un influent allié, l'Église, mais elle a aussi purifié spirituellement le royaume et grandement contribué à la consolidation nationale d'un pays dont l'identité nationale est principalement fondée sur le christianisme.

Étendard de David le Reconstructeur.

Une autre conséquence de la réforme ecclésiastique est la subordination de facto de l'Église à l'État. Toutefois, le roi doit s'assurer d'un tel acquis en franchissant d'autres étapes réformatrices. Ainsi, David IV décide de centrer ce plan dans la fonction d'un seul homme : le mtsignobart-oukhoutsessi. Cette dernière position, équivalant à la dignité de chancelier, existait de longue date à la cour royale géorgienne et a toujours été occupée par des moines, pour éviter une passation héréditaire des pouvoirs. La réforme de David IV combine ainsi le mtsignobart-oukhoutsessi avec l'évêché de Tchkondidi, principale entité religieuse en Géorgie après le Catholicossat-Patriarcat, et crée la nouvelle position de mtsignobart-oukhoutsessi-tchkondideli, soit la première personne du royaume après le roi et la première personne de l'Église après le Catholicos-Patriarche. Georges de Tchkondidi, le conseiller politique du monarque, est ainsi confirmé dans ses fonctions et ses successeurs au siège épiscopal se voient également occuper une fonction de vizir à la cour royale. D'autres fonctionnaires auprès du roi sont également nommés à la tête de chaque branche de l'administration. Ainsi, à partir du règne de David IV, on peut trouver un mandatourt-oukhoutsessi, ou ministre de l'Intérieur, un amir-spassalari, le chef de l'administration militaire, et un metchourtchlet-oukhoutsessi, le ministre des Finances et administrateur des villes du royaume.
Les réformes du roi ne s'arrêtent pas au système administratif du pays. Parallèlement, il forme le darbazi (Conseil supérieur d'État) auquel participent les plus hauts dignitaires de l'Église, tels que le Catholicos-Patriarche et les supérieurs des grands monastères, et le Saadjo kari (littéralement, « Cour des requêtes »), sorte de Cour suprême dirigée par le mtsignobart-oukhoutsessi-tchkondideli pour « défendre les opprimés et les humiliés » et où le roi vient personnellement rendre justice. Finalement, les réformes du roi s'achèvent avec un changement de l'institution militaire.
Sous les rois Bagrat IV et Georges II, l'amoindrissement général de l'économie avait été accompagné par une baisse importante de la population et par un accroissement de l'arbitraire des grands féodaux, menant à une détérioration de la qualité de l'armée géorgienne en minant la discipline des troupes. David IV, envisageant les futures guerres qu'il doit mener contre les musulmans, décide donc de se fonder sur l'organisation militaire des Turcs seldjoukides pour réformer sa propre armée. Ainsi, David IV commence par rassembler ses guerriers les plus fidèles pour constituer une garde personnelle, le mona-spa, dépendant entièrement et directement de la personne du roi. De plus, les milices féodales sont supprimées, renforçant encore une fois le pouvoir central. Outre ces mesures, le roi divise l'armée en deux autres parties fondamentales : l'une consistant en garnisons chargées de la protection des villes et forteresses et l'autre composant l'armée de base qui « faisait constamment campagne, aussi bien en hiver qu'en été ». La discipline des troupes est également prise en charge par des humiliations en cas de couardise, mais aussi par des récompenses en cas d'héroïsme. De plus, l'économie se rétablissant, la population géorgienne augmente et une mobilisation de plus grande envergure assurée par le pouvoir royal est désormais possible.

### Politique extérieure

#### Négociations avec le Nord-Caucase

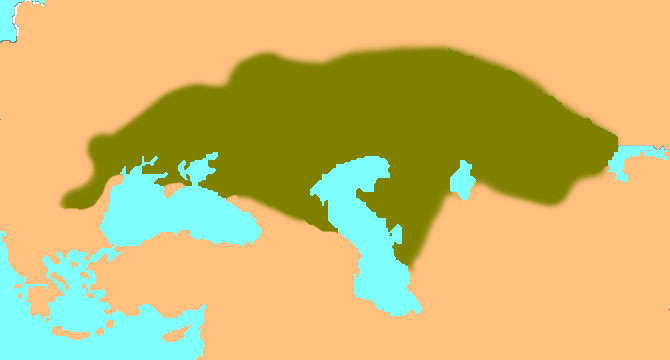
Domaines qiptchaks aux.

Les relations extérieures menées par le roi David le Reconstructeur sont exclusivement consacrées à la libération du royaume de Géorgie et, de cette manière, restent centrées sur le conflit turco-géorgien. Toutefois, David IV comprend bientôt que l'Empire seldjoukide reste une menace permanente pour son royaume tant que la sécurité du Caucase contre les envahisseurs musulmans n'est pas assurée. Dans ce but, le monarque élabore un plan visant à l'unification des peuples caucasiens sous son sceptre. Assisté par ses plus proches conseillers, le souverain géorgien commence ainsi par établir de solides relations avec les nombreuses tribus de Ciscaucasie et d'au-delà du Grand Caucase.
Déjà peu de temps après son divorce de 1107/1108 avec la princesse arménienne Roussoudan, David IV a épousé la fille du khan des Qiptchaks Otrok, qui est bientôt baptisée sous le nom de Gourandoukht. Toutefois, cette alliance ne dure pas et aucun signe de relations bilatérales n'apparaît durant la décennie suivante. Mais bientôt, alors que la Géorgie entreprend ses nouvelles campagnes contre les Seldjoukides, le roi n'hésite pas à faire appel à son beau-père pour une aide militaire. En effet, les Qiptchaks sont alors réputés dans la région pour leur bravoure, agilité et férocité dans les combats, mais sont également pris dans un conflit sur deux fronts, l'un étant contre la Rus' de Kiev au nord et l'autre contre les Ossètes au sud. David propose donc au prince Otrok une assistance contre ces deux ennemis en échange d'un soutien qiptchak contre les Turcs et décide de se rendre dans les domaines de ce prince.

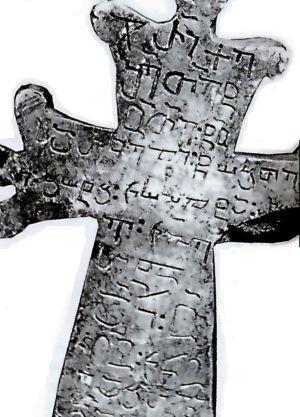
Preuves de l'influence géorgienne en Ciscaucasie : croix avare avec des inscriptions géorgiennes retrouvées dans le Daghestan actuel.

Accompagné de son fidèle conseiller Georges de Tchkondidi et de sa garde personnelle, David IV traverse le Grand Caucase via la passe de Darial en 1118. Après d'importantes négociations, les Géorgiens parviennent à convaincre Otrok de leur faire don de plusieurs milliers de troupes qiptchaks pour combattre contre les Seldjoukides. Mais malgré cet accord, les Qiptchaks n'arrivent pas à se rendre en Géorgie en raison de la guerre contre les Ossètes. Ces derniers ne laissant pas David IV retourner dans son royaume avec les renforts, le monarque géorgien mène personnellement une campagne contre l'Alanie, prend rapidement toutes les forteresses du pays et oblige les Ossètes à lui jurer allégeance. Prenant des otages aussi bien ossètes que qiptchaks, il parvient à négocier une paix durable entre les deux peuplades et retourne au royaume de Géorgie avec près de 40 000 familles qiptchaks (près de 200 000 individus), menées par le prince Otrok en personne, après avoir récupéré et sécurisé les forteresses du Grand Caucase, mais en laissant derrière lui Georges de Tchkondidi, qui meurt durant les négociations en Alanie.
Les nombreuses familles qiptchaks sont installées dans des établissements coloniaux en Karthli intérieure, là où une grande partie de la population géorgienne avait été exterminée par les Seldjoukides dans les années 1180, mais aussi en Héréthie et dans le nord de l'Arménie géorgienne, dans le but de renforcer les frontières. Ils sont également accompagnés de mercenaires ossètes, avares et kurdes. Bientôt, ils adoptent la chrétienté, apprennent la langue géorgienne, changent leurs habitudes nomades et se sédentarisent, et se mélangent graduellement aux Géorgiens. Le pouvoir central demande alors à chaque famille de fournir au moins un soldat à l'armée géorgienne. Toutefois, les Qiptchaks, qui ne sont guère habitués à une vie sédentaire et fidèles à un personnage unique, se retrouvent dans un nouveau paysage qu'ils prennent pour hostile. C'est ainsi que, jusqu'à sa mort, David IV survit à plusieurs tentatives d'assassinat et de coups d’État organisés par certains groupes qiptchaks. Mais cela ne change guère la situation des nouveaux arrivants et grâce à ces négociations, la réforme de l'armée est achevée et les troupes géorgiennes comptent désormais près de 60 000 hommes.
En plus de cette alliance entre les Qiptchaks et la Géorgie, David le Reconstructeur entretient des relations plus profondes avec les autres peuples nord-caucasiens. Il crée une sphère d'influence culturelle en Ciscaucasie, y établit l'orthodoxie en patronnant la construction d'églises géorgiennes parmi les peuples locaux et développe les économies de ces peuples en participant à la fondation de communautés urbaines et à l'introduction du système féodal géorgien dans la région. De plus, la culture géorgienne devient partie intégrante des sociétés organisées locales, le géorgien et les terminologies sociales d'origine géorgienne y étant introduits. Politiquement, David IV décide de renforcer l'influence de son royaume dans le Nord-Caucase en faisant des souverains régionaux ses vassaux et en contrôlant les routes menant de Transcaucasie en Ciscaucasie via la chaîne montagneuse du Grand Caucase. Ainsi, il fortifie les passages de Djvari et de Darial et instaure des comptoirs géorgiens sur la route menant à Derbent, dont le souverain jure allégeance au roi de Géorgie.

#### Fin de la présence byzantine
Depuis la création du royaume unifié de Géorgie et ses débuts en tant que puissance régionale dans le Caucase sous le règne de Bagrat III (1010-1014), l'Empire byzantin et la Géorgie s'affrontent à plusieurs reprises aussi bien diplomatiquement que militairement, notamment au sujet de la province de Tao-Klardjeti. Dans ce cadre, en plus de plusieurs guerres entre les deux pays, chacun de ces États interfère dans les affaires intérieures de l'autre en soutenant ouvertement ou secrètement des candidats au trône, usurpateurs ou, dans le cas de la stratégie byzantine, des nobles récalcitrants contre le pouvoir du roi.

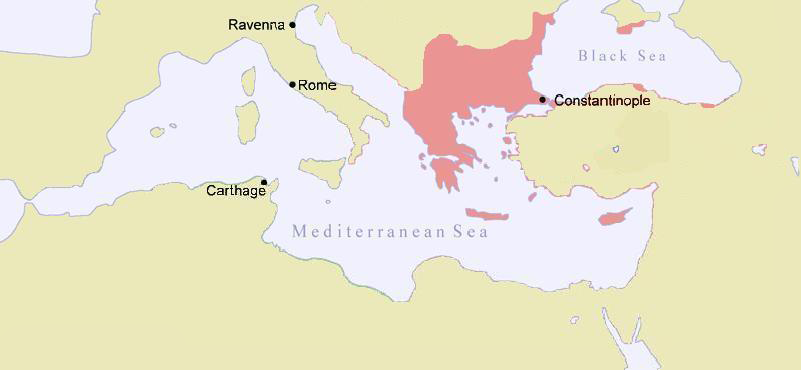
L'Empire byzantin et la Géorgie entretiennent des relations d'égal à égal à partir du règne de David le Reconstructeur.

Malgré plusieurs propositions de paix au fil des années, il faut attendre la bataille de Manzikert (1071) entre les Byzantins et les Seldjoukides pour voir Constantinople et le royaume de Géorgie s'allier contre les musulmans turcs. Mais cette alliance ne peut guère se faire sentir politiquement en raison de l'affaiblissement considérable de l'Empire byzantin face aux Seldjoukides, auxquels la Géorgie doit se soumettre. La libération de la suzeraineté turque sur le Caucase dans les années 1190 change toutefois les évènements et entraîne David IV à mener une nouvelle politique face à Byzance. Celle-ci mélange à la fois une coopération plus proche, tout en se mettant au même niveau politique que l'empire et en s'opposant aux Byzantins sur certains sujets.
C'est ainsi que les relations bilatérales reprennent avec l'accord entre Constantinople et David IV, d'après lequel les rebelles nobles contre le roi géorgien sont envoyés en prison en Grèce. Parallèlement, David renonce définitivement à l'influence politique de Byzance en Géorgie en reniant le titre byzantin de panhypersebastos, distinction créée par l'empereur Alexis Ier Comnène (r. 1081-1118) pour les alliés les plus proches de la famille impériale. De plus, le monarque géorgien décide de soutenir le rebelle Théodore Gabras, qui tente d'établir un État indépendant à Trébizonde en 1091 et est marié à la tante de David IV, Marie. Enfin, à partir du règne de David le Reconstructeur, Constantinople et Koutaïssi s'affrontent spirituellement, avec le roi David prenant le titre de « souverain de l'Est et de l'Ouest », prétendant ainsi à avoir une influence plus importante que Byzance dans l'orthodoxie.
Malgré ces signes, les relations entre Byzance et la Géorgie atteignent également de bons niveaux. Ainsi, le mariage de la fille de David IV, Cata, avec un prince impérial en 1116 est particulièrement notable. Certains historiens géorgiens notent également l'aide apportée par des agents géorgiens accompagnant la suite de la princesse Cata dans la prise de pouvoir de Jean II Comnène en 1118. C'est pourquoi à partir du début du règne de Jean II, les relations entre les deux pays s'améliorent considérablement et les Chroniques géorgiennes surnomment les deux monarques « frères ». Et, malgré la compétition dans le domaine religieux, les Byzantins et les Géorgiens coopèrent culturellement durant une certaine période et on peut ainsi voir des édifices religieux construits par des efforts bilatéraux, tel que la rénovation majeure de l'église de Mokvi (Abkhazie).

#### Djihad contre croisade
Comme il a été précisé plus haut, David IV le Reconstructeur considérait la sécurité du Caucase et, donc, la libération de la région vis-à-vis des Seldjoukides comme le principal but de son règne. C'est pour cette raison que, bien avant le début des principales négociations avec les Qiptchaks, il commence déjà à lutter contre la présence turque en Transcaucasie en 1110. Jusqu'à cette année, les Turcs occupaient en effet les villes de Tbilissi et Roustavi, les régions de Samchvilde et d'Agarani et l'Arménie, où s'établissaient annuellement par centaines des colons musulmans durant la période des vendanges (mois d'octobre). Les Géorgiens, alors menés par Georges de Tchkondidi, son neveu Théodore, gouverneur de Trialeti, et les frères Abouleth et Jean Orbéliani, ripostent contre l'établissement turc et reprennent sans combat majeur la ville de Samchvilde, qui s'ajoute aux domaines royaux. À la suite de cette prise, les Seldjoukides quittent une grande partie de leurs territoires occupés, permettant aux troupes géorgiennes de prendre Dzerna.
Ripostant à cette double défaite, le sultan Muhammad Ier envoie, toujours en 1110, une importante armée de 200 000 (ou seulement 10 000 d'après la version arménienne des Chroniques géorgiennes) soldats dans le but d'envahir la Géorgie. Étant au courant de l'approche des troupes turques, David IV quitte sa demeure de Natcharmaguevi avec une garde personnelle de seulement 1 500 personnes et part à la rencontre des envahisseurs durant la nuit. Les deux armées, clairement inégales, s'affrontent le lendemain à Maslata dans un dur combat qui se solde par une victoire décisive de la Géorgie. Les Chroniques géorgiennes racontent que, ne croyant pas à une victoire si simple, le roi reste jusqu'au lendemain sur place, attendant une nouvelle riposte seldjoukide, et ne se rend compte qu'alors de la défaite seldjoukide.
La situation ne se développe que faiblement durant les cinq années suivantes. Mais en 1115, Georges de Tchkondidi, qui commande les forces géorgiennes alors que David IV est à Moukhnar (Karthli intérieure), s'empare de Roustavi, un des bastions forts des Turcs en Géorgie méridionale. Ceux-ci sont alors obligés de quitter leurs quartiers d'hiver, tandis que le roi se met personnellement à la tête de détachements organisant des expéditions saisonnières contre les occupants musulmans. Le biographe du roi raconte ainsi un épisode durant lequel, en février 1116, le monarque parvient à piéger les Seldjoukides, leur inflige de considérables pertes sur le Tchorokhi et prend le contrôle du Tao-Klardjeti et des nombreuses richesses laissées sur place par les Turcs.

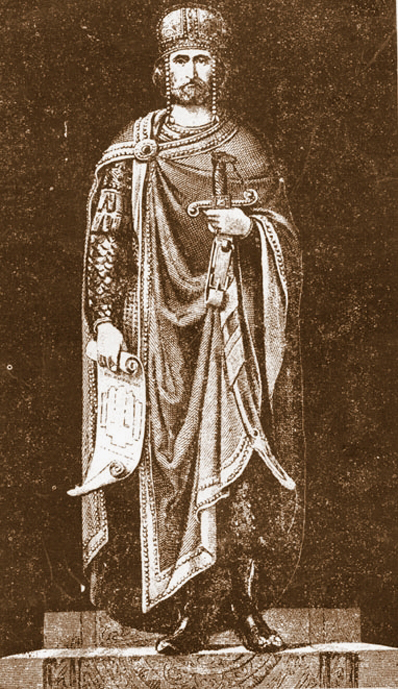
Représentation artistique du roi David IV.

Le conflit prend bientôt une ampleur régionale avec l'ouverture d'un nouveau front en Transcaucasie orientale. Dès 1117, les Géorgiens dirigés par le prince héritier Démétrius pénètrent en Chirvan après avoir « libéré » la citadelle de Guichi (Héréthie), aux mains de nobles révoltés. Démétrius engage dans la région des « combats merveilleux » et prend la forteresse de Kalazdor, avant de retourner triomphalement en Géorgie avec un important butin et plusieurs prisonniers. La première défaite notable de l'armée géorgienne se déroule en 1118, avec la mort du général Bechken, tués par les Turcs en Djavakheti. Mais malgré cette perte, David IV refuse d'écouter ces alliés lui conseillant de battre en retraite et parvient à venger la mort de Bechken en massacrant des garnisons seldjoukides stationnées sur l'Araxe en avril 1118.
Les succès du souverain réformateur ne s'arrêtent pas là. En effet, toujours en 1118, les villes arméniennes de Lorri et d'Agarak sont prises, inaugurant le début de la conquête de l'Arménie par la Géorgie médiévale, tandis que la région d'Agarani est récupérée au mois de juillet de la même année, après un seul jour de combat. C'est après cette victoire à Agarani que David IV et Georges de Tchkondidi se rendent en Qiptchakie, comprenant que malgré les signes encourageants d'une défaite totale des forces seldjoukides, il faut renforcer l'armée géorgienne considérablement pour atteindre ce but. L'administration royale, désormais dirigée par Simon de Tchkondidi depuis la mort de Georges, consacre l'année 1119 exclusivement à établir une nouvelle stratégie contre les Turcs, tout en établissant les mercenaires qiptchaks sur le territoire géorgien, avant de lancer une nouvelle offensive dès le début de 1120.
David IV est alors bien au courant des missions d'espionnage que ses ennemis extérieurs organisent contre lui. Grâce à une stratégie pensée, il décide de tromper les Turcs dans leur propre jeu, en leur faisant croire à une installation de quartiers d'hiver royaux en Abkhazie, laissant ainsi les Seldjoukides pénétrer à Botora. Mais, depuis Guegouti, le monarque géorgien part à la rencontre des occupants et leur inflige une nouvelle importante défaite le 14 février. Seulement deux mois plus tard, David IV mène à nouveau ses troupes pour intervenir au Chirvan : après avoir pris la ville de Qabala et être retourné en Géorgie avec d'importantes charges d'or, il retourne dans la région dès le 7 mai 1120 et ravage le pays depuis Arabia-Lidjata jusqu'à Chichtlanta et Kourdevan. Parallèlement, David IV parvient à convaincre son vassal de Derbent d'envahir le Chirvan et une guerre entre les deux partis éclate bientôt. Au mois de novembre, les Derbentiens tuent au combat le Chirvanchah Fereïdoun bin Faribourz, donnant la possibilité au roi de Géorgie de placer au Chirvan son propre gendre et vassal, Manoutchir III. Parallèlement, David le Bâtisseur mène de courtes mais efficaces campagnes dans le sud-est et prend notamment les bastions turcs d'Achoran et Sevguelamedji.
Profitant des conditions climatiques qui avaient jusque là joué contre eux, les Turcs organisent à leur tour une offensive de grande envergure contre la Géorgie en hiver 1120-1121. En effet, à cette époque, le souverain résidait en Abkhazie dans sa demeure hivernale et la stratégie turque résidait donc en une invasion rapide de la Géorgie centrale et orientale. Bientôt, les forces seldjoukides occupent une grande partie du Karthli, jusqu'à la chaîne du Grand Caucase. Toutefois, le roi David, ayant appris la situation dans le reste de son royaume, se précipite en dehors de l'Abkhazie et ordonne à ses soldats de creuser un passage par le mont Likh, alors infranchissable et séparant ainsi la Géorgie orientale de sa partie occidentale. Les troupes géorgiennes s'engagent dans un sanglant combat jusqu'au printemps, et toutes les forces turques sont expulsées ou massacrées au mois de |mars 1121.
Mais les Seldjoukides ne s'arrêtent pas là. Sachant que la crue du Mtkvari rendait presque impossible le franchissement du fleuve en cette période de l'année, lesdits Seldjoukides retournent bientôt à leurs positions au sud du cours d'eau et occupent Barda. Mais encore une fois, David IV, accompagné d'une garde personnelle de Qiptchaks, franchit la rivière vers Khounan et organise des incursions militaires contre les Turcs stationnés à Barda et Arabia, au mois de juin. Les musulmans, d'après l'historiographie géorgienne, sont alors « réduits aux abois » par une longue série de défaites coûteuses depuis plus de dix ans.
Peu après la double défaite de Barda et Arabia, les colons turcs de Transcaucasie et les marchands musulmans de Gandja, Tbilissi et Dmanissi envoient des représentants auprès du sultan de Bagdad Mahmud II (r. 1118-1131), demandant formellement un soutien militaire contre les forces géorgiennes. Le monarque musulman, en ayant assez des victoires remportées par un royaume chrétien de plus en plus puissant alors que les Croisés se retrouvaient déjà comme de puissants ennemis des Turcs à l'ouest, déclare alors le djihad (guerre sainte de l'islam) contre la Géorgie et unifie une grande armée turque avec des détachements constitués par les Seldjoukides de Turcs en provenance de tout le Moyen-Orient (depuis Damas et Alep jusqu'en Transcaucasie) avec : Turghril un cadet de seldjoukide qui gouverne l'Azerbaïdjan et l'Arran à partir de Nakhitchevan, des forces arabes de l'émir mazyadide Dubays ibn Sadaka, de troupes dirigées par Nadjm al Din Ghâzi d'Alep, et de garnisons en provenance de Gandja et d'Arménie, dans le but d'envahir le royaume de David IV. Mahmoud II nomme de plus le général Il Ghazi ibn Ortoq, célèbre pour ses combats contre les Européens en Terre sainte et ayant conclu une trêve provisoire avec les Latins croisés, comme commandant de ces massives troupes musulmanes, dont l'effectif s'élève, d'après les sources, de 200 000 jusqu'à 400 000 ou même 600 000 soldats.

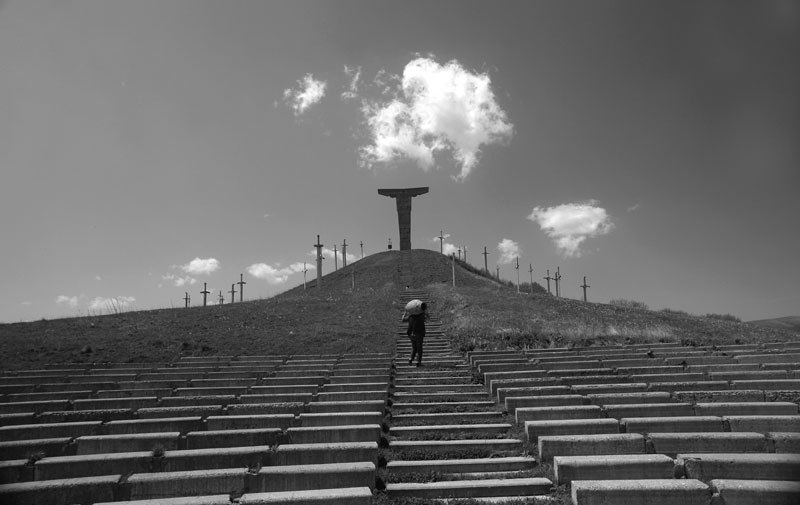
Mémorial de la bataille de Didgori sur le mont Didgori.

Ayant appris la déclaration du djihad par Mahmud II, David IV comprend que la défaite d'une telle armée mènerait à la libération totale du Caucase et, donc, l'achèvement du but politique du souverain géorgien. À son tour, il réunit une armée nombreuse, composée de 40 000 Géorgiens, 15 000 Qiptchaks et 5 000 Ossètes (60 000 troupes au total), auxquels s'ajoutent un détachement de 200 à 1 000 Croisés d'Europe occidentale. Le roi décide de laisser pénétrer les Turcs en Géorgie propre, avec l'idée de bénéficier de la géographie locale, et intercepte finalement l'ennemi sur les routes reliant le Trialeti à la Karthli intérieure. Les deux armées se rencontrent près de la ville de Manglissi, au pied du mont Didgori, le 12 août 1121.

Le chancelier Gautier d'Antioche, chroniqueur croisé contemporain de David le Reconstructeur, rapporte une partie du discours de celui-ci à ses troupes juste avant le début de l'attaque à Didgori, discours démontrant notamment les sentiments des Géorgiens orthodoxes envers les « infidèles » musulmans : 
« Soldats du Christ ! Si nous combattons avec abandon, défendant la foi de notre Seigneur, nous ne surmonterons pas seulement les innombrables serviteurs de Satan, mais le Diable lui-même. Je ne vous conseillerai qu'une chose pour augmenter notre honneur et profit : élever tous nos mains aux Cieux pour jurer à notre Seigneur au nom de notre amour pour Lui que nous mourons sur le champ de bataille plutôt que nous enfuir. »

Le roi lance personnellement l'attaque, se précipitant avec ses troupes sur les attaquants avec une férocité comparable à celle d'un « monstre déchaîné ». Dès la première attaque, les musulmans sont contraints de reculer malgré leur supériorité numérique, permettant aux Géorgiens de multiplier de telles attaques. Bientôt, ces manœuvres portent l'ennemi à un tel degré d'excitation et de désorientation qu'elles lui font perdre contenance. À ce moment, David IV engage une nouvelle attaque durant trois jours, qui se transforme en coup de grâce pour les alliés musulmans sur le champ de bataille : tout à coup, la vigueur de l'armée ennemie s'effondre en plein combat. Le génie de la stratégie géorgienne a alors vaincu la puissance du nombre, portant une défaite décisive à l'Empire seldjoukide et à son influence dans le Caucase. Des témoignages rapportent dans les différentes chroniques aussi bien chrétiennes que musulmanes que saint Georges de Lydda mène en personne les forces géorgiennes contre l'envahisseur. Parmi les nombreux commandants des troupes d'invasion, seuls le général Il Ghazi ibn Ortoq et son gendre l'émir Dubays ibn Sadaka parviennent à s'échapper. Cette victoire a une répercussion importante sur le sort des Croisades, dont les chefs sont alors en quête d'une aide cruciale contre les Turcs, et les récits, parfois exagérés, de la victoire de Didgori sont racontés dans les cours royales d'occident comme un nouvel espoir contre la puissance musulmane. Le biographe contemporain de David le Reconstructeur raconte : 
« Comme je m'appliquais à ce récit de ces exploits [de la bataille de Didgori], je me pris à trouver bien à plaindre tels illustres narrateurs comme les Grecs Homère et Aristobule et le Juif Joseph. Le premier célébra la guerre entre les Achéens et les Troyens, les combats qui mirent aux prises Achille et Hector, Agamemnon et Pisandre, plus tard Ulysse et Pidytes, et qui y fut vainqueur ; le second conta les prouesses et les victoires d'Alexandre ; le troisième décrivit les victoires remportées par l'empereur Titus sur ses frères de race. Les évènements manquant pour entretenir leur récit, ils étoffèrent celui-ci d'une fastueuse rhétorique, ce qui fait dire quelque part à Alexandre : “Tu ne fus point grand, Achille, mais tu as trouvé en la personne d'Homère un chantre de génie”. Qu'est-ce donc qui aurait valu d'être célébré pendant les huit années de la guerre de Troie où il ne se passa rien ? La rencontre du roi David avec de puissantes forces ennemies se déroula en l'espace de trois jours, et, dès le premier choc, les forces ennemies plièrent. Si ces illustres narrateurs, ces aèdes avaient eu pour sujet de leurs récits les exploits de David, ils auraient pu trouver matière à exercer leur art à bon escient et les louanges qu'ils décernent à leurs héros se seraient trouvées méritées. »

#### Bilan sur la scène internationale

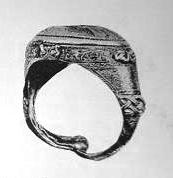
Bague à sceau de David IV de Géorgie.

Le règne de David IV le Bâtisseur change les relations de la Géorgie non seulement avec ses voisins les plus proches mais aussi avec les pays qui n'entretenaient aucune relation diplomatique avec elle auparavant. Ainsi, même avant la bataille de Didgori, les Européens découvrent l'existence d'un royaume chrétien prêt à se battre activement contre les Seldjoukides, alors que les Croisades font rage. Dans ce cadre, l'archevêque de Paris Galon reçoit le 30 juillet 1104 une relique dite être un fragment de la Vraie Croix de la part du chantre du Saint-Lieu de Jérusalem, Anseau (d'où le nom de Croix d'Anseau). Cette relique est d'abord placée au sein de la basilique à l'emplacement duquel sera élevé la cathédrale Notre-Dame de Paris. Au sujet de la relique, Anseau écrit qu'il l'avait reçu des mains de la veuve de David, ce qui est notable car le roi ne meurt que 16 ans plus tard. À part ce détail, Anseau décrit le royaume du roi chrétien David en ces termes : 
« De plus, David, roi des Géorgiens, a réellement eu en sa possession, aussi longtemps qu'il a vécu, cette croix qu'il entourait d'une très profonde vénération, heureux qu'il était d'un tel privilège. C'est le même roi qui, comme ses prédécesseurs, tint en son pouvoir la Porte caspienne où Gog et Magog furent arrêtés et où veille encore aujourd'hui son fils, dont le royaume et la domination constituent pour nous en quelque sorte une défense avancée contre les Mèdes et contre les Perses. »
Outre l'Europe, David IV noue des liens avec le Proche-Orient. C'est ainsi qu'il entretient des relations proches avec les forces croisées, et notamment avec le roi Baudouin Ier de Jérusalem (r. 1100-1118), avec qui il échange de nombreux présents en signe de soutien. De plus, comme il a été dit plus haut, un bataillon de Latins composés de 200 à 1 000 hommes participe durant la victoire de Didgori. Certaines sources parlent également de la participation de forces auxiliaires géorgiennes durant le siège de Jérusalem de 1099. L'historien Jean Bagration rapporte même une visite secrète du roi Baudouin II de Jérusalem à la cour royale géorgienne. L'existence d'un puissant royaume chrétien de Géorgie se fait également sentir dans le monde arabe, où la bonté du monarque géorgien pour ses sujets musulmans et sa connaissance du Coran sont réputés. Une pièce avec l'inscription arabe « Roi des Rois David, l'Épée du Messie », circule alors à travers tout le Proche-Orient.

### Fin de règne

#### La reprise de Tbilissi
L'ultime défaite des Turcs seldjoukides à Didgori en août 1121 permet à David IV de libérer le Caucase de la domination musulmane remontant à plusieurs siècles. Les ennemis de la Géorgie se retrouvent vaincus décisivement, les empêchant de riposter contre l'avancée chrétienne septentrionale, alors que les Croisades font rage à l'ouest du monde turc. Toutefois, il reste alors une dernière enclave islamique au sein du royaume géorgien, enclave ayant perdu toute relation avec les autres États musulmans depuis le début des conquêtes du roi David. Celle-ci correspond à l'ancien émirat de Tiflis, qui avait été occupé par les Arabes depuis près de cinq siècles, et contient les régions de Tbilissi et de Dmanissi.

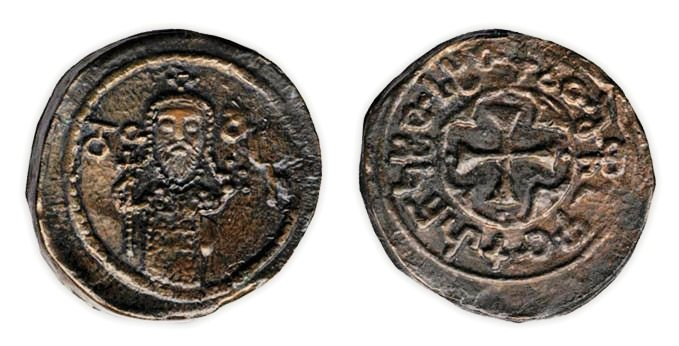
Pièce de monnaie à l'effigie de David le Reconstructeur.

Déjà en juin 1121, David IV avait mis la ville de Tbilissi sous siège mais s'était contenté d'une allégeance formelle avec un tribut annuel, en vue de la guerre prochaine contre les envahisseurs turcs. Une fois les Seldjoukides vaincus, le souverain se concentre sur la prise de Tbilissi dès le début de 1122. Au bout d'un court siège, le roi, probablement accompagné par le général Jean Orbeliani, parvient à prendre la ville au mois de février et y entre pour la débarrasser de l'élite musulmane. D'après l'historiographie arabe, David IV opère un pillage le premier jour de la conquête, dévastant les mosquées et autres signes de l'islamisation de la ville géorgienne,,, mais se calme bientôt et, suivant les termes de l'historien arabe du XVe siècle Badr al-Din al-Ayni, « respecte les sentiments des musulmans plus que les dirigeants musulmans l'avaient fait auparavant ».
À la suite de la prise de la ville, le roi transfère la capitale du royaume de Koutaïssi à Tbilissi, redonnant ainsi à cette dernière le statut qu'elle avait avant la conquête arabe du VIIe siècle. La reprise de Tbilissi garantit un renouveau culturel à la ville, dont les édifices religieux chrétiens se voient agrandis. David le Reconstructeur fait également bâtir plusieurs palais nobiliaires et des centres culturels, tel qu'un important palais édifié spécialement pour servir de lieu d'étude et d'inspiration pour les poètes musulmans. Toutefois, la situation dans la ville ne s'en retrouve pas apaisée. Pendant les années suivantes, plusieurs affrontements sanglants entre musulmans et chrétiens se produisent, et même le pouvoir royal ne parvient pas à calmer les dissensions inter-religieuses. Parallèlement, David IV décide de préserver certaines des institutions de l'ancien émirat de Tbilissi. Ainsi, le poste d'émir est conservé, mais au titre de gouverneur de la ville, jusqu'au XVIIIe siècle.
Malgré cette conquête, l'enclave musulmane, dont le territoire est grandement diminué à la suite de la perte de son centre administratif, persiste en plein milieu du royaume géorgien. David IV décide finalement d'en finir avec l'existence de cet État, juste après avoir « réglé les affaires du pays ». En mars 1124, il parvient à attaquer le dernier bastion musulman en Géorgie, Dmanissi, qu'il prend au bout d'un court combat, achevant ainsi l'unification de la Géorgie.

#### Conquête du Chirvan

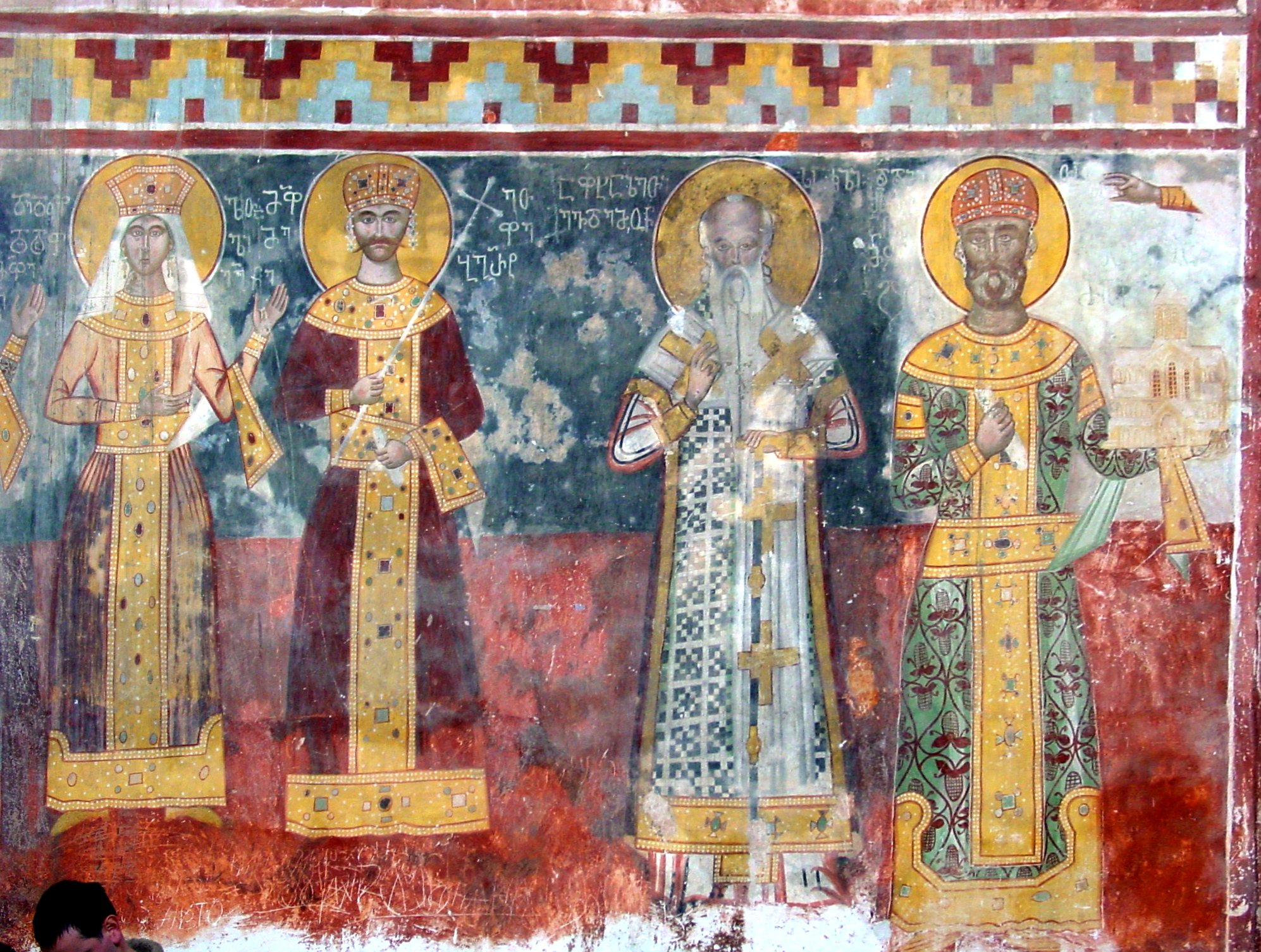
Peinture murale représentant les plus importants personnages de l'histoire géorgienne au monastère de Guelati. David IV est la quatrième figure.

La reprise de Tbilissi par David IV le Reconstructeur consacre donc le royaume de Géorgie en tant que protecteur suprême de la chrétienté au Caucase et les Géorgiens tentent désormais d'affirmer leur domination en tentant de diminuer la présence musulmane dans la même région, celle-ci étant considérée comme alliée du monde seldjoukide. Il en est ainsi du Chirvan, dont le souverain, déjà vaincu à plusieurs reprises par les troupes géorgiennes, reste trop indépendant du pouvoir géorgien et est remplacé de force par un gendre du roi, Manoutchir III, en 1120. Les Turcs, alarmés par la situation en Transcaucasie, décident alors de répondre militairement.
Le sultan Mahmud II reprend bientôt la guerre contre la Géorgie, malgré sa défaite à Didgori un an auparavant. En novembre 1122, il commence son invasion du Chirvan et prend Tabriz, avant d'atteindre la capitale locale, Chemakha, au printemps suivant. Mahmoud capture alors le souverain régional Manoutchir III et envoie une lettre au roi des Géorgiens disant : « Tu es le roi des forêts, et jamais tu ne descends en plaine. Voilà que j'ai pris le Chirvanchah, et que j'exige de lui le haradj [tribut]. Si tu le veux, envoie-moi des présents convenables ; sinon, viens me voir en toute hâte. » À la suite de cette provocation, le monarque chrétien fait appel à toutes ses troupes et rassemble une armée de 50 000 hommes, majoritairement composée de Qiptchaks. Le sultan seldjoukide s'enferme à Chemakha après avoir appris l'arrivée des troupes géorgiennes, menant David IV à arrêter son avancée, jugeant irrespectueux de poursuivre une armée en retraite. Mahmoud II offre alors au roi l'opportunité de reprendre le contrôle de sa province vassale s'il le laissait partir en paix, mais le monarque refuse catégoriquement et reprend son chemin vers la capitale chirvanaise après avoir vaincu une armée de 4 000 Turcs dirigés par l'atabeg d'Arran Aghsngour. Une fois le siège mis devant Chemakha, le Seldjoukide quitte précipitamment la ville via le système d'évacuation d'excréments de la commune.
En juin 1123, soit un mois après la nouvelle défaite turque, David IV repart pour le Chirvan et envahit le pays, en commençant par prendre la ville de Goulistan. Bientôt, il détrône son propre gendre, l'établit en Géorgie et annexe directement la région. Cet acte permet à la Géorgie d'atteindre sa plus grande étendue depuis le début de son histoire. En effet, pour la première fois, les États géorgiens s'étendent de la mer Noire à la mer Caspienne et du Grand Caucase à l'Arménie septentrionale.

#### La Géorgie, puissance régionale
La reprise de Tbilissi et la conquête du Chirvan permet non seulement d'achever le long processus de l'unification de la Géorgie ayant débuté à la fin du Xe siècle, mais donne désormais au royaume une réputation régionale de protecteur de la chrétienté et amène les différents peuples de Transcaucasie à demander l'aide de David IV contre les forces musulmanes. Ce fait encourage d'autant plus le monarque géorgien, dont l'un des plans est de sécuriser le Caucase entier en y instaurant une domination géorgienne, en vue d'une défense effective contre les Turcs. Comme il a été vu plus haut, le Nord-Caucase, au moins jusqu'en Qiptchakie, est déjà lors du début de la croisade géorgienne sous une influence culturelle et politique du royaume de Géorgie, tandis que Derbent se transforme en vassal plus ou moins fidèle de Koutaïssi et le Chirvan est contraint de se soumettre.

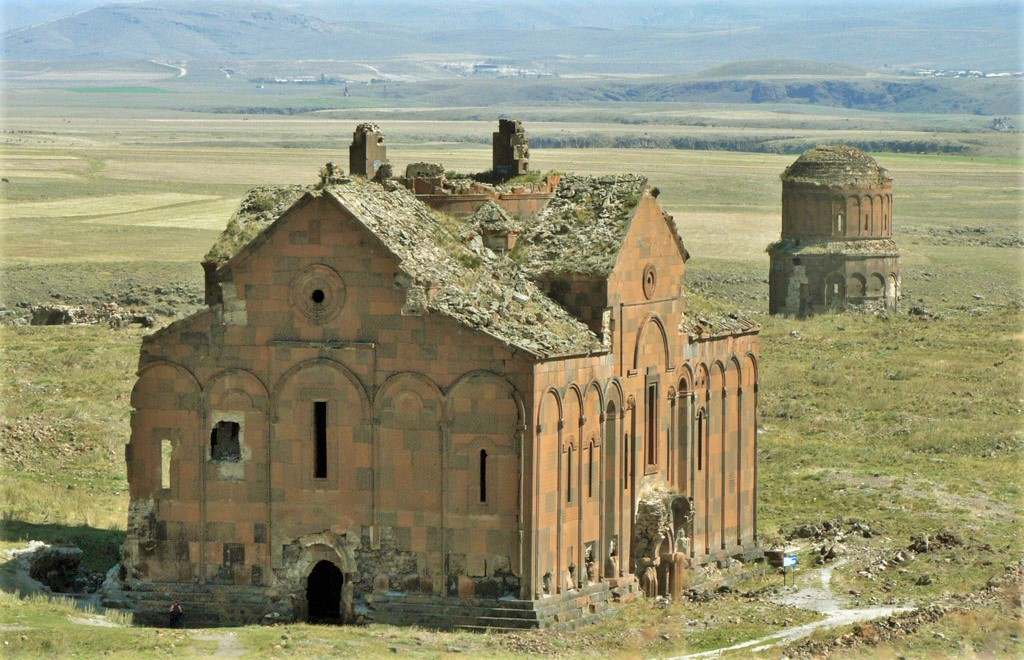
La cathédrale d'Ani, ancienne capitale arménienne prise par David IV.

Le conflit contre les croisés au Proche-Orient est également un des principaux facteurs brisant la colonne vertébrale de la puissance turque. Cela permet donc au roi de Géorgie de continuer son élan vers le sud après la prise de Dmanissi, notamment vers les territoires historiques de l'Arménie. Au mois de mai 1124, les troupes géorgiennes dirigées par David le Reconstructeur pénètrent dans le sud de la Transcaucasie et prennent en quelques jours de nombreuses places-fortes arméniennes, telles que les forteresses de Gag, Teronakal, Kavazan, Norbed, Manasgon et Talindjakar. Le mois suivant, le roi, après être retourné en Géorgie propre, reprend son chemin et traverse la Djavakheti, Cola, Carnipola et le Bassiani et y détruit toute installation seldjoukide, avant d'atteindre la ville de Speri, en Tao-Klardjeti. Après cette offensive, il continue son chemin en Tao-Klardjeti et brûle Oltissi après avoir pris Bouïatha-Qour.
Ayant appris la libération des villes chrétiennes par le roi de Géorgie, la noblesse de l'ancienne capitale arménienne, Ani, envoie le 20 août 1124 des représentants auprès de David IV, à la source du Bojana. En effet, Ani était aux mains des musulmans depuis sa prise par Alp Arslan en 1064 et une islamisation forcée de la ville se déroulait depuis la vente d'Ani aux Cheddadides, au mécontentement de la population chrétienne locale. Lesdits représentants offrent alors au monarque la reddition de la ville. Prenant en mains cette opportunité, David fait convoquer toutes ses armées et entre en Arménie avec 60 000 hommes pour prendre la place. Sans un seul combat, la population arménienne d'Ani ouvre les portes devant les Géorgiens, qui capturent l'émir Aboul Aswar Shavur II b. Manuchihr (r. 1118-1124) et l'exilent avec sa famille en Abkhazie. La région est alors laissée à la gouvernance de la noblesse meskhète, au général Aboulet et à son fils Jean. Des dizaines de familles arméniennes (dont de nombreux nobles dépossédés) s'établissent par la suite en Géorgie propre et le pouvoir royal construit pour celles-ci la ville de Gori. L'Arménie septentrionale est ainsi annexée et incorporée au royaume de Géorgie, augmentant le pouvoir de David IV dans la région. L'historiographie arménienne se souvient de ces évènements sous ces termes :
« Ce fut la joie dans chaque famille arménienne, lorsqu'ils virent Ani et ses églises délivrées. »

Les conquêtes de David IV le Bâtisseur.

La conquête de l'Arménie du Nord-Est par la Géorgie achève finalement le projet ultime de sécuriser la Transcaucasie contre la menace turque. Pour la première fois, le Caucase entier est unifié culturellement, spirituellement et politiquement sous un sceptre unique, celui-ci étant la Géorgie. La tradition écrite rapporte part des frontières du monde géorgien de l'époque, le décrivant comme allant de « Nikopsie à Darouband et de l'Ossétie à l'Aragats », soit d'une mer à l'autre, et de la Ciscaucasie à l'Arménie. La délivrance de l'Arménie du Nord-Est garantit en effet cette puissance, reflétée dans la titulature officielle du roi géorgien : « Épée du Messie, Roi des Abkhazes, des Kartvels, des Rans, des Kakhs et des Arméniens, Chirvanchah et Chahinchah, Autocrate de l'Est et de l'Ouest ».
Malgré son âge avancé, David IV continue ses actions militaires durant les dernières années de son règne. Par exemple, en avril 1124, il prend la ville de Chabran après une attaque contre son vassal de Derbent. Toujours dans la région, après avoir défait une armée nord-caucasienne composée de Kurdes, Lezghiens et Qiptchaks anti-géorgiens, il capture les citadelles de Ghasanni et Khozaond, au cours d'une campagne obscure au nord de la mer Caspienne. Une autre campagne militaire est organisée au mois de septembre en Chirvan, dans d'obscures circonstances. Le roi parvient à récupérer Chemakha et prend la citadelle de Bigrit, avant de raffermir son pouvoir en Héréthie et Kakhétie en y laissant de fortes garnisons de soldats. En janvier 1125, peu de temps avant sa mort, David doit affronter à nouveau des assaillants musulmans, dirigés par l'émir Ibrahim ibn-Soliman. Ce dernier, accompagné de l'émir Davout ibn-Soukman de Hantzit, ne parvient toutefois pas à remporter une victoire sur le royaume de Géorgie et le souverain chrétien parvient à massacrer les envahisseurs après cinq jours de bataille.

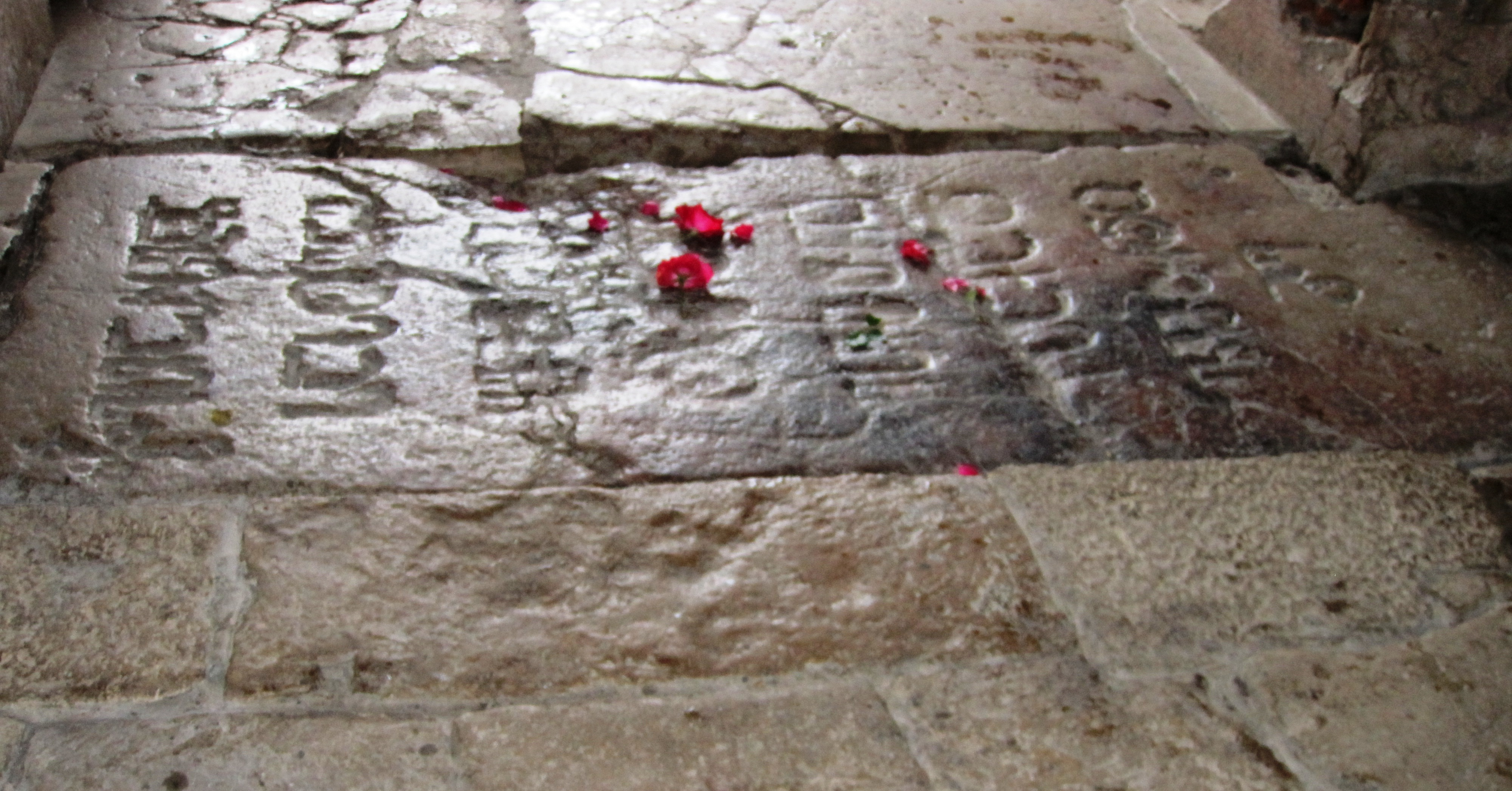
Tombe de David IV.

Par la suite, le souverain géorgien commence à organiser des plans pour de nouvelles campagnes à grande échelle pour le printemps à venir. Toutefois, la faiblesse causée par sa maladie et son âge l'empêche de continuer ce projet et il est contraint de laisser son mtsignobart-oukhoutsessi Simon de Tchkondidi s'occuper des affaires du pays. Le long règne de trente-quatre ans de David IV le Reconstructeur s'achève brusquement le samedi 24 janvier 1125. Le monarque s'éteint en sa capitale Tbilissi, après avoir nommé son fils aîné Démétrius comme successeur en lui transmettant les attributs royaux géorgiens, consistant en une couronne de pierres précieuses, un cimeterre et des genouillères et manches de pourpre. Le roi est inhumé, à la suite de sa demande, dans la cathédrale Saint-Georges de Guelati. Sa tombe est placée, toujours d'après son testament, à l'entrée principale de cet édifice religieux qu'il avait fait construire, pour que tout passant entrant au sein de l'église marche sur sa tombe en premier, un acte considéré comme humble.

## Famille
Les unions maritales de David IV ont longtemps constitué un problème pour la communauté historiographique. En effet, les Chroniques géorgiennes, d'où proviennent les principales informations sur son règne, ne mentionnent guère plus qu'une seule épouse du roi, Gourandoukht, la fille du prince Otrok des Qiptchaks. La même source mentionne également que les enfants de David IV, tout au moins depuis son troisième fils Vakhtang, sont issus de cette union. Toutefois, un problème est à noter sur cette question, sachant que des sources contemporaines mentionnent l'existence d'une autre épouse. Ainsi, le chroniqueur arménien Mathieu d'Édesse rapporte que le premier fils de David, Démétrius, est issu d'une première union entre le souverain et une femme arménienne, fait non rapporté par le chroniqueur géorgien. Le généalogiste Cyrille Toumanoff suit cette version, et nomme cette femme Roussoudan, en ajoutant que l'union aurait pris fin en 1107/1108, David IV la répudiant, pour prendre comme épouse la princesse qiptchake.
David IV laisse à sa mort au moins huit enfants, dont quatre fils. Alors que Toumanoff décide de donner comme mère à ses enfants l'unique Roussoudan, d'autres, tels que Marie-Félicité Brosset, accordent aux deux épouses une descendance. Celle-ci est la suivante :
- Démétrius Bagration (mort en 1156), roi de Géorgie (1125-1155, 1155-1156) ;
- Zourab Bagration (mort en 1125), roi associé de Géorgie en 1125 ;
- Vakhtang Bagration (né vers 1118) ;
- Georges Bagration (mort après 1130/1131) ;
- Tchouata Bagration ;
- Tamar Bagration (morte après 1161), épouse du Chirvanchah Manoutchir III puis religieuse après son veuvage en 1155 ;
- Kata Bagration (morte après 1155), épouse d'un prince impérial byzantin ;
- Roussoudan Bagration, épouse du prince d'Ossétie Djadaros.

## Personnalité

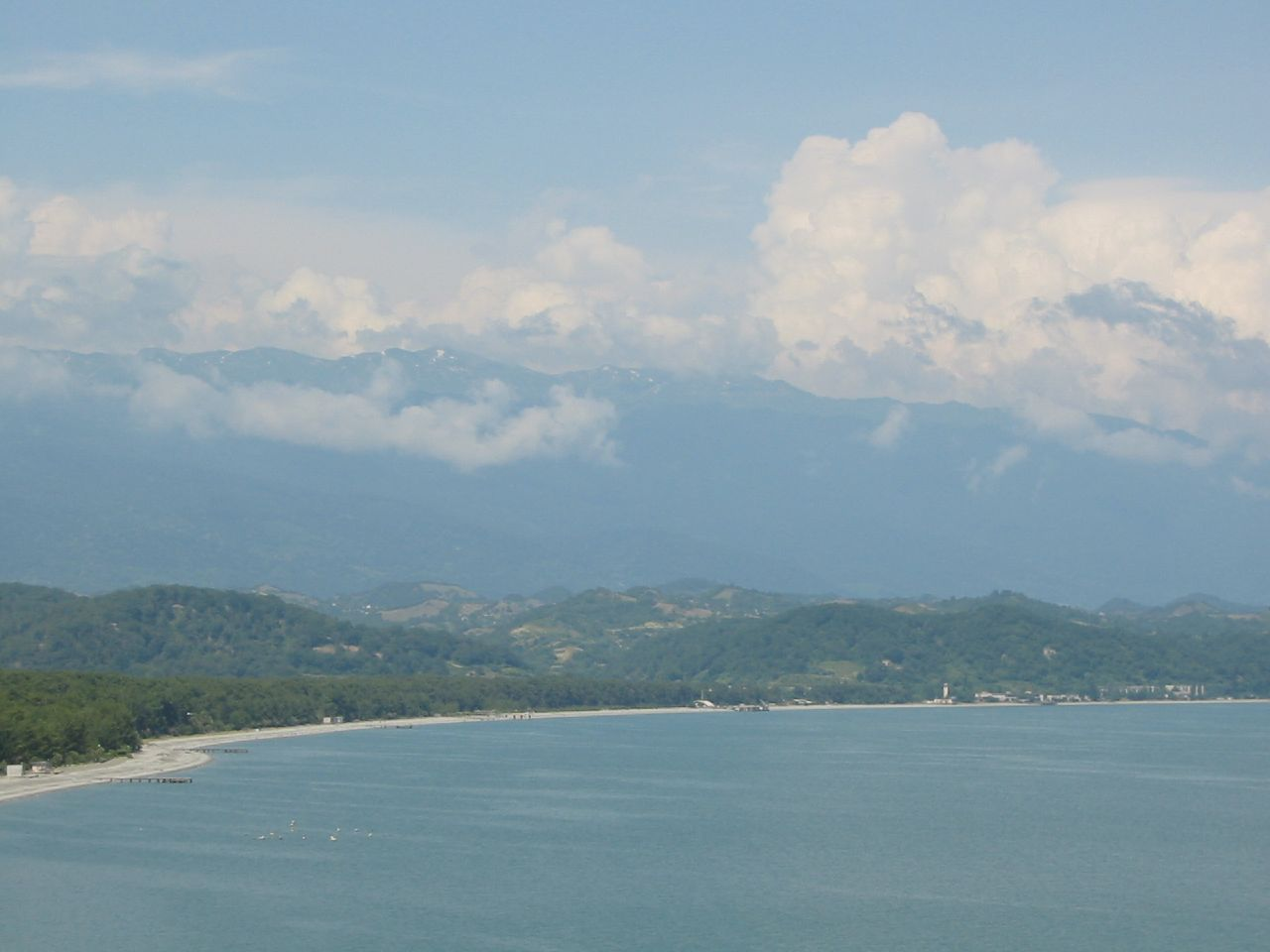
Le roi passe souvent ses hivers à Bitchvinta.

Les Chroniques géorgiennes sont une source importante non seulement sur le déroulement du règne de David IV le Reconstructeur, mais également sur la vie privée du roi chrétien, rapportant les activités et la personnalité de celui-ci. Selon celles-ci, David IV est un roi très pieux suivant les traditions chrétiennes ; nuit et jour, le souverain passe son temps à s'informer, critiquer et apprendre plusieurs épisodes de la Bible. D'après son biographe, David IV a appris à vivre suivant la religion chrétienne dès son plus tendre âge et continue durant toute sa vie à s'inspirer de la vie de personnages bibliques tel que le roi homonyme David. Dans ce contexte, le roi géorgien compose vers 1120 une série de prières et psaumes recueillis sous le nom d'Hymnes de repentance, dont seuls des fragments ont subsisté. Par ailleurs, la version arménienne des Chroniques indique le nom du confesseur du roi (qui connaît l'arménien), Hovhannès Sarkavag de Haghpat.
David IV le Bâtisseur s'adonne en outre à d'importantes activités de charité. En effet, il fait construire dans le pays des hôpitaux pour les malades, dont il s'occupe de manière occasionnelle, comme il est décrit dans les chroniques : 
« Il eut encore une autre pensée, à l'exemple du Dieu bon, doux et miséricordieux, aimant les hommes ; ce fut de construire un hospice, dans un lieu beau et convenable, où il rassembla ses frères affligés de diverses maladies, pourvut à tous leurs besoins, avec une généreuse prodigalité et assigna des revenus pour subvenir à leurs besoins. Lui-même, il venait les voir, les interrogeait, les embrassait l'un après l'autre, leur prodiguait les tendres soins d'un père, les complimentait, les encourageait à la patience, arrangeait de ses propres mains leurs vêtements, leurs lits, leurs matelas, leurs plats, et tous leurs ustensiles ; faisait à chacun des aumônes abondantes, animait leurs surveillants et mettait leurs affaires dans le plus bel ordre, suivant l'esprit de la religion. »
Le roi possède plusieurs résidences à travers le pays. Les plus importantes sont les palais royaux de Koutaïssi et de Tbilissi, mais David dispose également de résidences à Tsaghoulistavi et en Abkhazie. Il passe la plupart de ses hivers jusqu'au mois de février dans cette dernière région au climat méditerranéen, notamment dans la ville côtière de Bitchvinta. Durant ces séjours, le royaume est administré par son fidèle général Théodore. David IV est également épris de chasse et possède de vastes territoires pour chasser le cerf et le sanglier dans ses domaines du Karthli ou à Guegouti. Enfin, on connaît la passion du roi pour la lecture, amour illustré par le fait qu'il est accompagné jusque sur les champs de bataille de son bibliothécaire personnel.

## Culture sousDavidIV: la Reconstruction
David IV le Bâtisseur comprend tout au long de son règne que la force d'une nation ne repose pas uniquement sur sa puissance militaire mais aussi sur une identité nationale bien établie représentée principalement par le développement de la culture de cette nation. C'est pourquoi David IV donne à la culture géorgienne une place très importante dans son héritage. Les sciences, l'éducation et le développement religieux sont tous trois des champs qui gagnent une place jusque là inégalée en Géorgie.
L'une des principales constructions réalisées sous le règne de David le Reconstructeur est le monastère de Guelati, dédiée à la Vierge Marie. Celle-ci est édifiée à la suite de la victoire d'Ertsoukhi contre les Turcs et l'annexion de la Kakhétie, en 1106. Situé près de la capitale Koutaïssi, le monastère est construit dans les anciens domaines de la famille Baghvachi, terres offertes au Catholicossat-Patriarcat de toute la Géorgie. Le monastère de Guelati devient alors l'un des plus importants centres religieux de Géorgie occidentale, juste derrière la cathédrale de Bitchvinta, en Abkhazie ; il a été reconnu comme patrimoine mondial par l'UNESCO en 1994. Un autre important édifice datant du règne de David IV de Géorgie est l'église de la Vierge du complexe monastique de Chio-Mghvime, près de la capitale religieuse du pays, Mtskheta. Parmi les autres constructions religieuses datant du règne de David IV, on peut notamment compter la rénovation importante de l'église de Mokvi en Abkhazie.

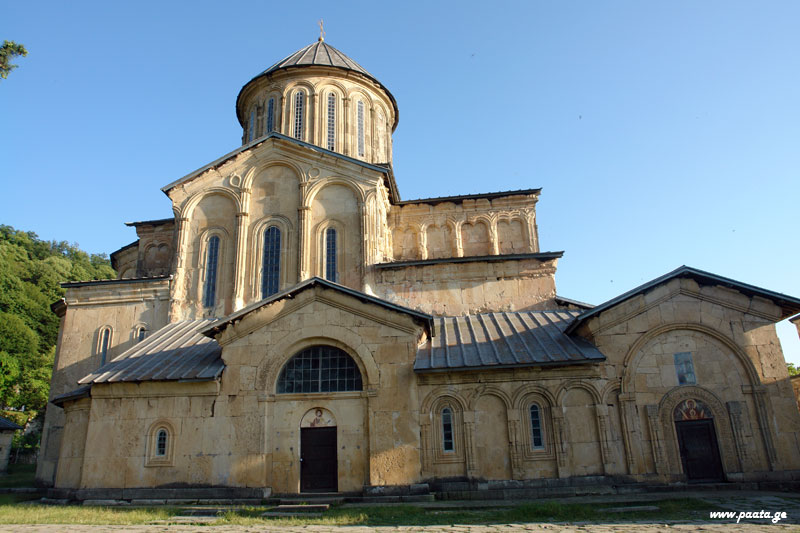
Monastère de Guelati.
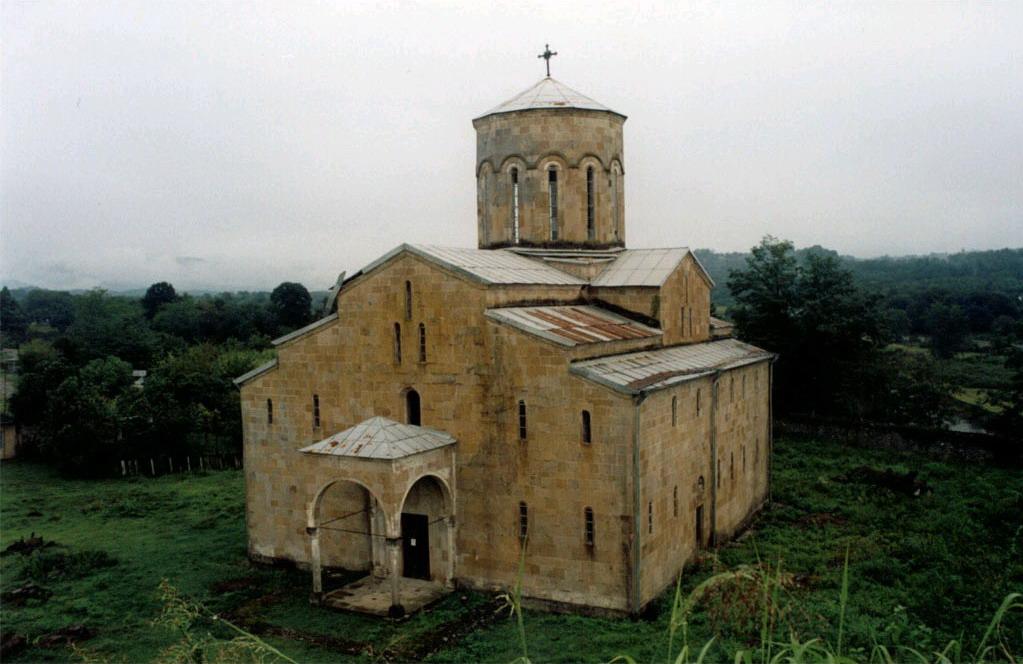
Église de Mokvi.
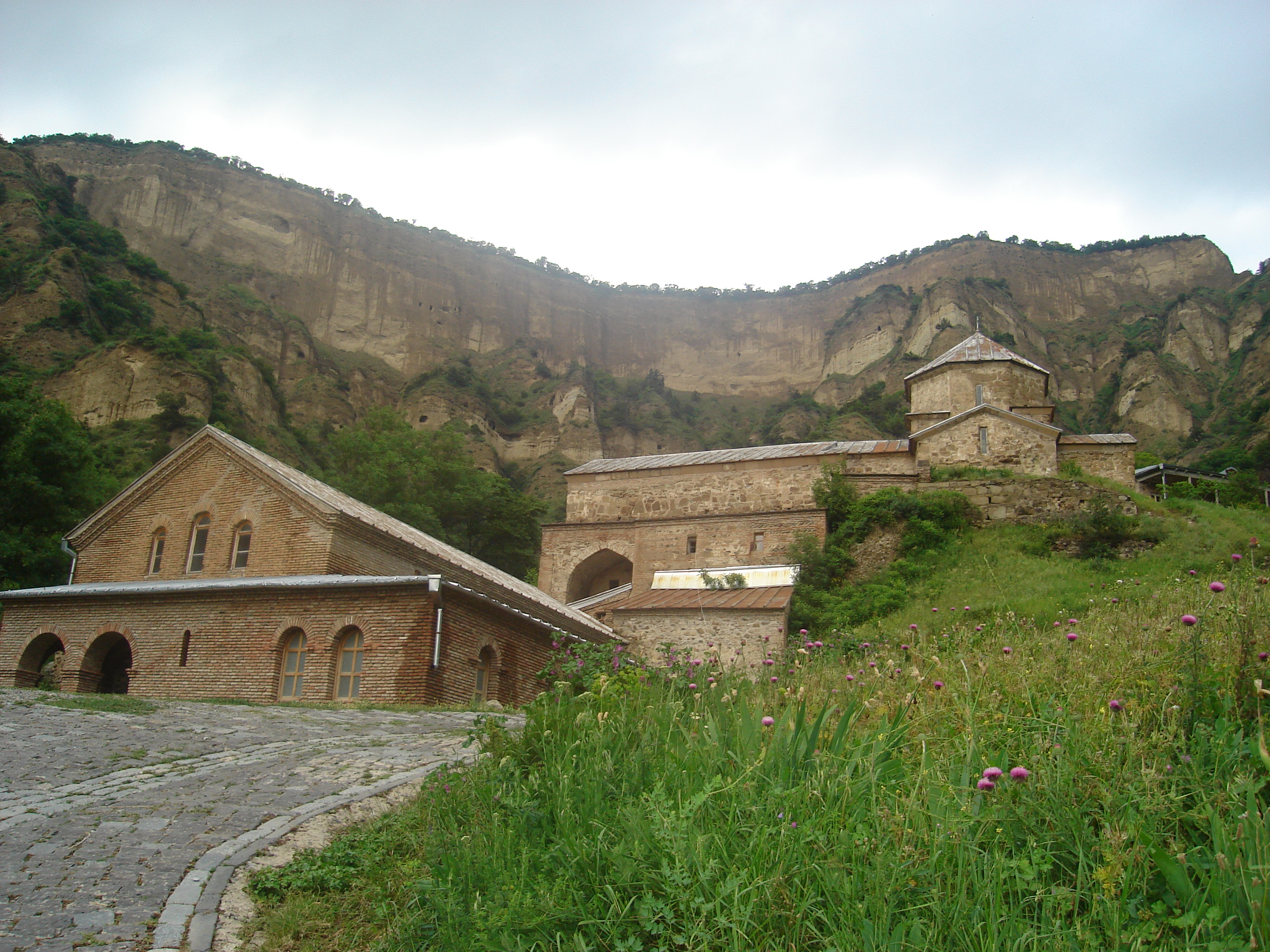
Monastère de Chio-Mgvime.

Le roi géorgien considère également l'éducation comme un important secteur de l'identité nationale à développer, comme le montre une citation attribuée à David : « Le plus grand trésor de l'humanité est l'éducation. » Ainsi, peu après avoir fait construire le monastère de Guelati, il transforme ce lieu en un centre national pour le développement de l'éducation, l'académie de Guelati. Celle-ci est entre autres accompagnée par l'académie d'Iqalto, en Kakhétie. Ces deux établissements recueillent les principaux professeurs, enseignants et personnalités scientifiques de la Géorgie, dont les philosophes Jean Petritsi, Arsène d'Iqalto et Jean Taritchidze. De plus, David IV, dans le cadre de ses réformes, nomme un modzghvart-modzghvari (littéralement « enseignant des enseignants »), chargé de superviser le système éducatif à travers tout le pays. Les sources racontent que celui-ci est respecté à la cour royale peut-être plus que le Catholicos-Patriarche ou le mtsignobart-oukhoutsessi, symbolisant l'importance que l'éducation représente alors aux yeux du monarque.
La fin du XIe siècle et le premier quart du XIIe siècle sont par ailleurs symbolisés par la fondation d'une classe intellectuelle géorgienne principalement inspirée par le monde occidental. De nombreux travaux, principalement en provenance du monde grec, sont traduits par les scientifiques géorgiens, notamment les œuvres de Platon, Aristote, Plotin, Proclos, Pseudo-Denys l'Aréopagite, Némésius, Hermias, Jean Damascène, Anastase le Sinaïte et Michel Psellos. Plusieurs de leurs travaux ont par ailleurs disparu dans leurs langues originales et seules leurs traductions géorgiennes ont survécu. Outre cela, les philosophes géorgiens de l'époque composent leurs propres travaux fondés sur le néoplatonisme chrétien. Ainsi, on peut trouver un Commentaire sur les philosophies de Proclos, Diadokhos et Platon de Jean de Petritsi et un Dogmatica de Arsène d'Iqalto, ce dernier étant une étude sur la religion orthodoxe contenant des propos polémiques sur certaines sectes chrétiennes et sur les religions musulmane et juive. Finalement, on peut également observer le travail de Léonti Mroveli, les Chroniques géorgiennes, qui constitue aujourd'hui même une source primordiale pour l'histoire de la Géorgie depuis l'Antiquité jusqu'à la période médiévale.

## Héritage
À la mort de David IV le Reconstructeur, le royaume de Géorgie a clairement changé d'apparence par rapport à ce qu'il était avant son avènement. La politique tenace du roi pendant son long règne a permis la constitution d'un puissant État centralisé. Militairement, la Géorgie devient la principale, si ce n'est l'unique, puissance dans tout le Caucase, étant parvenue à établir sa domination aussi bien en Arménie que de l'autre côté du Grand Caucase. Économiquement, le pays se retrouve à un stade jusque là inégalé et une telle croissance dure pendant près d'un siècle, jusqu'à l'invasion mongole du XIIIe siècle. Ces facteurs combinés sont suffisants pour qu'une grande majorité de la communauté historiographique s'accorde pour attribuer comme héritage direct au règne de David IV le Bâtisseur le début de l'« âge d'or » de l'histoire géorgienne, période durant jusqu'aux années 1220.

### David, le prêtre Jean?

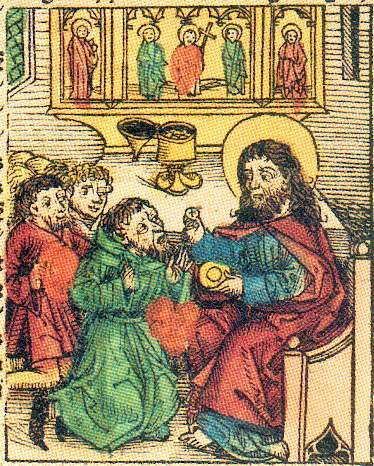
Le roi-prêtre Jean.

La période dans laquelle vivait David IV de Géorgie correspond à celle des Croisades, guerres de religion entreprises par le monde chrétien occidental face aux puissances musulmanes des Turcs et des Arabes au Proche-Orient à travers tout le XIIe et le XIIIe siècles. Ces Croisades sont entourées de plusieurs légendes médiévales, pour la plupart avancées par les Occidentaux dans le but d'encourager les guerriers européens dans ces combats organisés pour la défense de la Terre sainte. La légende du royaume du prêtre Jean est probablement la plus symbolique. Celle-ci apparaît au milieu du XIIe siècle avec l'évêque allemand Otton de Freising, qui mentionne « un certain Prêtre Jean habitant en Extrême-Orient, au-delà de la Perse et de l'Arménie, roi et prêtre, chrétien mais nestorien, [qui] aurait fait la guerre aux rois perses et mèdes appelés Sarmiades et les aurait chassés de leur capitale, Ecbatane ».
À partir de là se crée un véritable mythe sur l'existence d'un royaume ressemblant au paradis terrestre et dirigé par un souverain bon et juste prêt à aider les Croisés face aux musulmans. Trois principaux points ressortent de cette légende : le roi-prêtre Jean écrase dans une bataille sanglante les armées des rois frères de Perse et de Médie et marche sur Jérusalem, il est nestorien, et il cumule durant son règne les pouvoirs spirituel et temporel. L'historien Kalistrat Salia note ici les similitudes entre David IV le Reconstructeur et le roi Jean. D'après lui, la bataille sanglante correspond à la bataille de Didgori de 1121, bataille durant laquelle deux frères, l'un sultan seldjoukide en Perse et l'autre sultan de Gandja, sont vaincus ; la foi nestorienne correspondrait au fait que Byzance, à cette époque, accusait les Églises ne dépendant pas d'elle d'hérésie ; enfin, tout comme le roi Jean, David le Bâtisseur parvient durant son règne à cumuler les deux pouvoirs temporel et spirituel.
Pour appuyer cette thèse assimilant le roi géorgien au souverain légendaire, Kalistrat Salia utilise notamment une ancienne chronique anglaise datant de 1228 et rédigée par Raoul de Coggeshall, prétendant que Jean n'est que le surnom du « roi David, d'Inde ».

### Respect et vénération

Décoration militaire de l'Ordre de David le bâtisseur.

L'historiographie géorgienne dépeint aujourd'hui David IV comme un roi que peu de souverains géorgiens parviennent à égaler. En fait, la majorité des historiens actuels s'accorde à qualifier David comme le plus prestigieux des monarques géorgiens de l'histoire et font de son règne le début de l'âge d'or du royaume de Géorgie, une époque qui ne s'achève que sous le règne de Roussoudan (r. 1223-1245). D'après son biographe contemporain, ses actes lui valent le qualificatif de Reconstructeur ou Bâtisseur dès sa mort. Il est notamment célébré par le poète Ioane Chavteli dans son cycle d'éloges Abdoulmessia, conjointement avec Tamar.
Les souverains succédant à David IV lui portent un grand respect et ses actions lui permettent de conserver une réputation internationale pendant plusieurs décennies : par exemple, alors que le roi Bagrat V (r. 1360-1395) est retenu captif par Tamerlan, il offre à l'émir turco-mongol une cotte de mailles d'un travail précieux ayant appartenu à David le Bâtisseur, à la suite de quoi Timour-Lang, appréciant ce présent, libère le roi et en fait son favori. Plus récemment, le souvenir de David IV est ravivé en 1995 durant le discours d'inauguration d'Edouard Chevardnadze, qui le cite avec d'autres rois comme le bâtisseur de la nation géorgienne. De plus, le président Mikheil Saakachvili déclare que son modèle est le roi David IV ; en commémoration de l'unité nationale du pays, Saakachvili organise une cérémonie d'inauguration dans la cathédrale de Guelati où il est béni par le Catholicos-Patriarche de toute la Géorgie Ilia II en janvier 2004.
David IV de Géorgie possède plusieurs monuments, bâtiments et rues à son nom à travers la Géorgie. Le sculpteur russo-géorgien Merab Berdzenichvili fait édifier un important monument à David le Reconstructeur, qu'il offre à la municipalité de Tbilissi. En outre, une université portant le nom de l'ancien roi est ouverte en 1991. On peut également trouver une importante avenue dans la capitale géorgienne portant le nom de David IV de Géorgie. Une décoration militaire est enfin dédiée au roi géorgien.
Par ailleurs, David IV de Géorgie est considéré comme un saint par les Églises orthodoxes tout comme par les confessions occidentales. Toutefois, il n'a jamais été canonisé et sa sanctification a été le résultat d'un processus historique et populaire. Cité comme le protecteur de la nation géorgienne, il est célébré le 24 janvier en Occident et le 26 janvier en Orient. De nombreuses églises portent actuellement son nom, dont une église géorgienne consacrée en 2009 en Pennsylvanie (États-Unis).